# Kinder- und Jugenddorf Ben Shemen
Das Kinder- und Jugenddorf Ben Shemen (Kfar Hanoar Ben Shemen) ist eine 1927 von dem deutsch-israelischen Arzt und Pädagogen Siegfried Lehmann gegründete und lange Jahre geleitete Kinder- und Jugendrepublik auf dem Gelände von Ben Shemen. Als Ben Shemen Youth Village konnte es 2017 sein neunzigjähriges Jubiläum feiern.

## Vorgeschichte
Das Jüdische Volksheim in Berlin, das Jüdische Kinderhaus in Kowno und das Kinder- und Jugenddorf Ben Shemen sind drei Einrichtungen, die eng mit dem Namen Siegfried Lehmann verknüpft sind und die Stationen seines sozialpädagogischen Wirkens markieren.

Lehmann, der über seinen Bruder Alfred in Kontakt zu Martin Buber gekommen war, hatte 1914 erstmals Palästina besucht und hatte etwa gleichzeitig, während seines ersten Semesters in Freiburg, Freundschaft mit Walter Benjamin geschlossen und lernte hier auch die reformpädagogischen Ideen Gustav Wynekens kennen. Unter Bubers Einfluss vollzog Lehmann eine Hinwendung zum Ostjudentum, die er als Rückkehr zu „seinem Volk“ verstand.

„Das Volk war für uns das jüdische Volk im Osten, in Polen, in Litauen, in Rußland. Mit diesen Massen wollten wir uns wieder verbinden, von ihm wollten wir die jüdische Sprache erlernen, jüd(ische) Sitte, jüd(ische) Lieder. Andererseits waren wir Zionisten, standen unter dem Einfluß von Buber, wir waren unter den Tausend jungen Juden in Deutschland, denen Buber den richtigen Weg zeigte, den Weg nach E(retz) I(srael).“

Zu dieser von Gershom Scholem kritisierten Einstellung „nationaljüdisch eingestellte[r] Westjuden, die zum Zionismus tendierten, aber über jüdische Dinge nur recht embryonale Kenntnisse hatten“, kam als weiteres prägendes Element die Nähe zur Settlement-Bewegung hinzu. Vorbild Lehmanns wurde hier das von Ernst Joel gegründete Siedlungsheim Charlottenburg als Verbindung „vom Settlementgedanken und von der jüdischen Sozialethik“.

### Das Jüdische Volksheim in Berlin
Das von jungen Studenten und Kaufleuten beiderlei Geschlechts von Lehmann und seinen Helferinnen und Helfern gegründete Jüdische Volksheim wurde am 18. Mai 1916 mit einer Rede von Gustav Landauer über Judentum und Sozialismus eröffnet.
Es entwickelte sich zu einem wichtigen Kristallisationspunkt jüdischer Jugend- und Sozialarbeit. Die dort praktizierte Verbindung von Sozialarbeit und produktiver Arbeit war eine Art Blaupause für das, was Lehmann später in Ben Shemen weiter entwickelte.
Siegfried Lehmann konnte an der Arbeit des von ihm initiierten Volksheims nur kurze Zeit aktiv teilnehmen, da er im Oktober 1916 zum Heeresdienst eingezogen wurde und auch noch sein Medizinstudium abschließen musste. Das medizinische Staatsexamen legte er im November 1919 an der Universität in Frankfurt am Main ab. Das Volksheim überlebte seinen Initiator, doch als „der gut vernetzte Lehmann, dessen Arbeit von einer Reihe von Gönnern finanziell unterstützt wurde“, sich nach seiner Promotion endgültig vom Volksheim verabschiedete, um eine neue Aufgabe zu übernehmen, brachte dieser Schritt einige gravierende Einschnitte mit sich. „Eine Reihe von Unterstützern finanzierte fortan die Arbeit in Kowno, deren Ausgangsbedingungen noch schlechter waren als sie es im Scheunenviertel vier Jahre zuvor gewesen waren. […] Doch nicht nur die finanzielle Situation veränderte sich. Auch in Bezug auf die Mitarbeiter und die Inhalte der Arbeit gab es Neuerungen. Einige Helfer verließen das Volksheim und gingen nach Palästina. Andere folgten Lehmann nach Kowno und arbeiteten im dortigen Waisenhaus mit. […] Darüber hinaus waren einige Helfer aus den Anfangsjahren im Krieg gefallen.“
Die Spuren des Jüdischen Volksheims lassen sich jedoch nicht nur nach Kowno verfolgen, sondern reichen auch nach Palästina. Beate Lehmann verweist auf einen Vortrag von Siegfried Lehmann, in dem dieser 1950 darauf hingewiesen hatte, dass die Mehrheit der ehemaligen Zöglinge des Volkshauses nun in Israel leben würden, vor allem in Givat Brenner, Ramatayim und in En Charod. „50 Jahre nachdem das Jüdische Volksheim in der Dragonerstraße gegründet worden war, trafen sich ehemalige „Volksheimler“ in Tel Aviv. Viele von ihnen waren durch die ehrenamtliche Tätigkeit im Volksheim zur sozialen Arbeit gekommen und hatten nach der Schließung in verschiedenen Organisationen auf dem Gebiet der Sozialarbeit gewirkt.“ Für viele von ihnen war auch das Kinder- und Jugenddorf Ben Shemen zu einer neuen Wirkungsstätte geworden.

### Das Kinderhaus in Kowno (Kaunas)
Nach Beate Lehmann machte Siegfried Lehmann „im Jüdischen Volksheim seine ersten Schritte auf dem Weg […], der ihn später, wie er es sich gewünscht hatte, nach Osteuropa und schließlich nach Erez Israel führen würde“. Doch, wenn dies auch der gewünschte Weg gewesen sein mag, so scheint der Abschied vom Volkshaus auch mit Frustrationen verbunden gewesen zu sein. „Nach Ende des Krieges erhoffte sich Lehmann auch hinsichtlich des Ausbaus der Volksheimidee ein Vorankommen, musste jedoch bald resigniert feststellen, dass er in Berlin keine unabhängige jüdische Gemeinschaft aufbauen konnte.“ So gesehen, dürfte es für Lehmann die Chance auf einen Neuanfang gewesen sein, als er 1921 vom „Jüdischen Nationalrat in Litauen gebeten [wurde], die Kinderfürsorge unter der jüdischen Bevölkerung zu organisieren“.
Wann genau Lehmann für sich und ein Schar von Jugendlichen die Entscheidung traf, nach Palästina auszuwandern, ist nicht überliefert, sie muss aber spätestens 1925 schon konkrete Formen angenommen gehabt haben, wie das folgende Zitat belegt: „Eine Verhaftungswelle von Lehrern in Kovno im Jahre 1925 vereitelte den Plan einer ‚dramatischen Gruppe‘, die durch öffentliche Aufführungen die Alijah finanzieren sollte, und machte gleichzeitig deutlich, daß eine Zukunft nur mehr in Palästina zu denken war.“ In der Folge gründete Lehmann 1926 in Berlin die Jüdische Waisenhilfe E. V. Gesellschaft zur Förderung der Erziehung jüdischer Waisenkinder zur produktiven Arbeit. Dieser Verein, in dem sich viele prominente Jüdinnen und Juden engagierten, sollte das Kinderhaus in Kowno unterstützten und die Auswanderung nach Palästina finanziell absichern. Ende 1926 brach dann Siegfried Lehmann mit einer ersten Gruppe von Jugendlichen nach Palästina auf. Sie legten für vier Wochen einen Zwischenstopp in Berlin im Kinderheim Ahawah ein, da sie noch auf die Einreisezertifikate warten mussten.
Anfang 1927 brachten Siegried Lehmann und seine zweite Frau, die Ärztin Rivkah Rebecca Klivanski († 1959), die erste Gruppe nach Palästina, im Juli 1927 folgte die Zweite unter der Leitung von Akiva Yishai (Akiba Vanchotzker) und dessen Frau Chaja Radin. Vermutlich war ihre erste Anlaufstelle noch nicht Ben Shemen, wie Lehmann 1926 noch vor der Abreise schrieb: „In nächster Zeit wird eine ältere Kinderhausgruppe nach Palästina hinübergehen, um dort im Emek Israel den Boden für eine Kinder- und Jugendsiedelung vorzubereiten; jüngere Gruppen, zusammen mit ihren Führern, werden folgen. Sie werden […] die Keimzelle für ein Kinder- und Jugenddorf bilden.“ Bei dieser Keimzelle für das spätere Kinder- und Jugenddorf Ben Shemen im Emek Israel, der Jesreelebene im heutigen israelischen Nordbezirk, könnte es sich um das Kinderdorf in Giwath Hamoreh gehandelt haben, über das dessen Gründer und Leiter, Sch. S. Pugatschow, im Anschluss an Lehmanns Artikel Von der Straßenhorde zur Gemeinschaft in der Zeitschrift Der Jude berichtete. Warum Lehmann nicht direkt nach Ben Shemen ging, ist nicht bekannt, aber seine Vision von der Keimzelle wurde Wirklichkeit. In Ben Shemen entstand allmählich ein Kinder- und Jugenddorf, „das zur angesehensten Einrichtung dieser Art in Israel werden sollte“.
Das Kinderhaus in Kowno wurde 1930 aufgegeben. Sein letzter Leiter und Lehmanns Nachfolger war Hans Lubinski, der danach das Jüdische Jugend- und Lehrheim in Wolzig leitete.

## Ben Shemen

### Ankunft

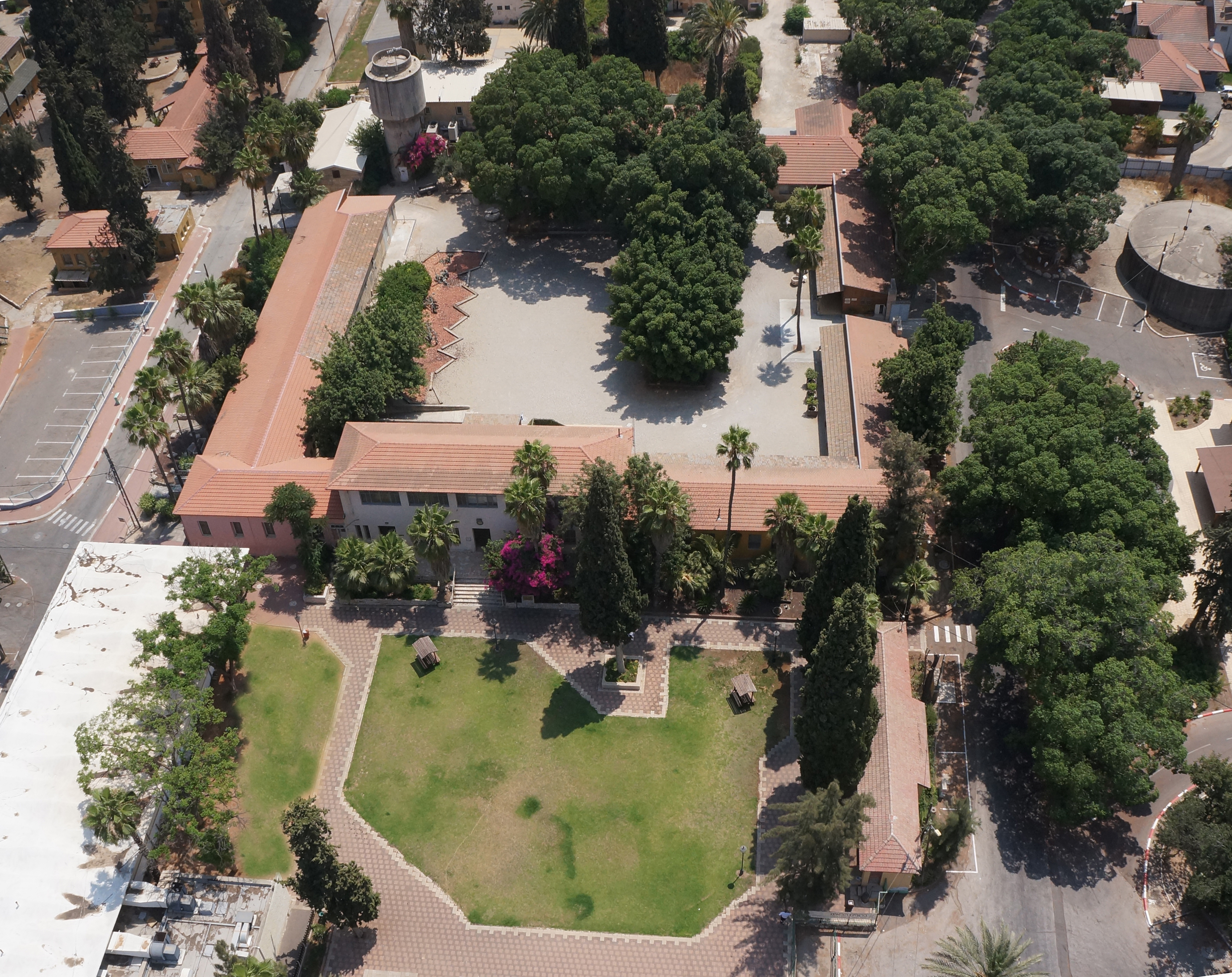
Blick auf den zentralen Dorfplatz (2012)

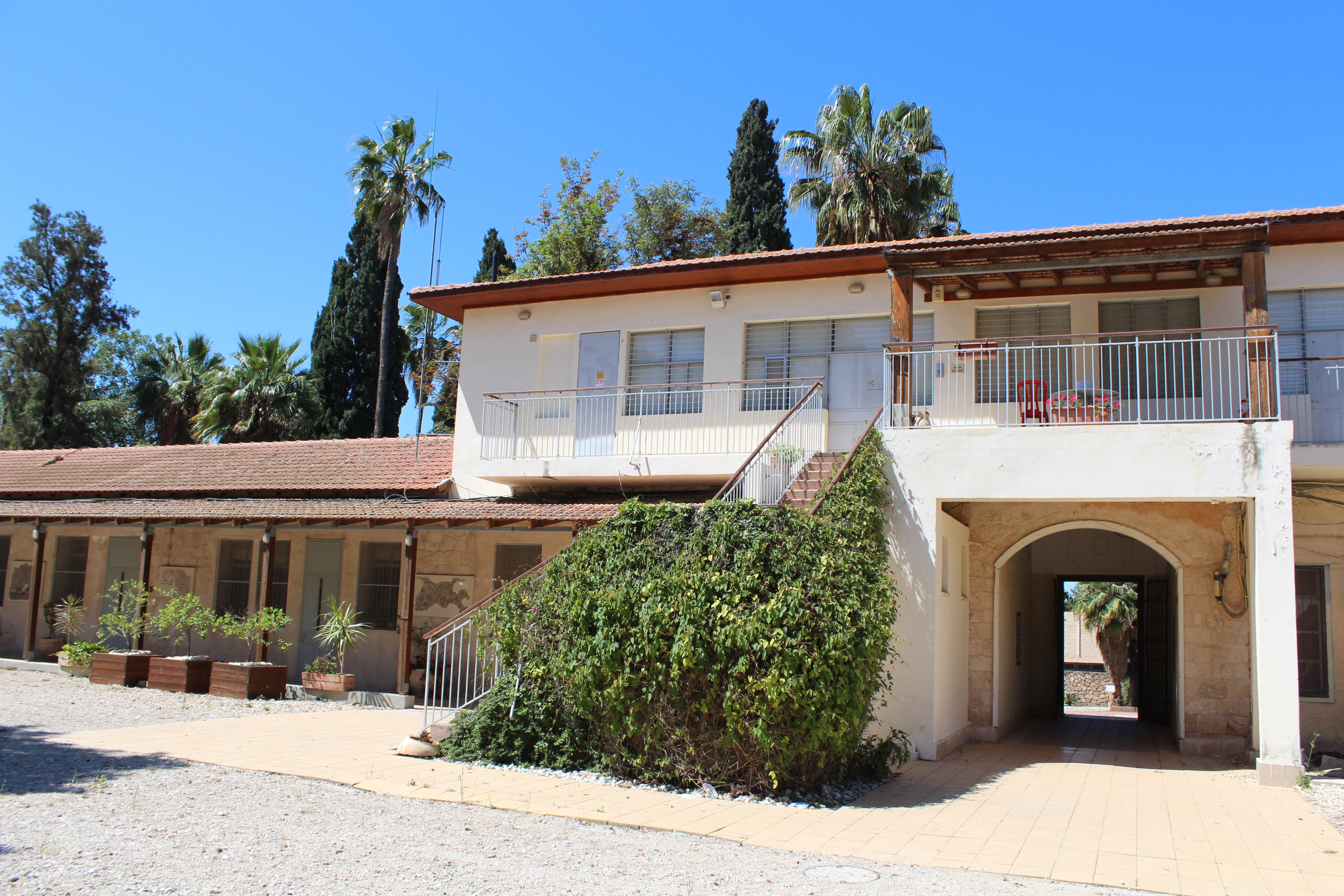
Der zentrale Platz des Kinder- und Jugenddorfes (2014)

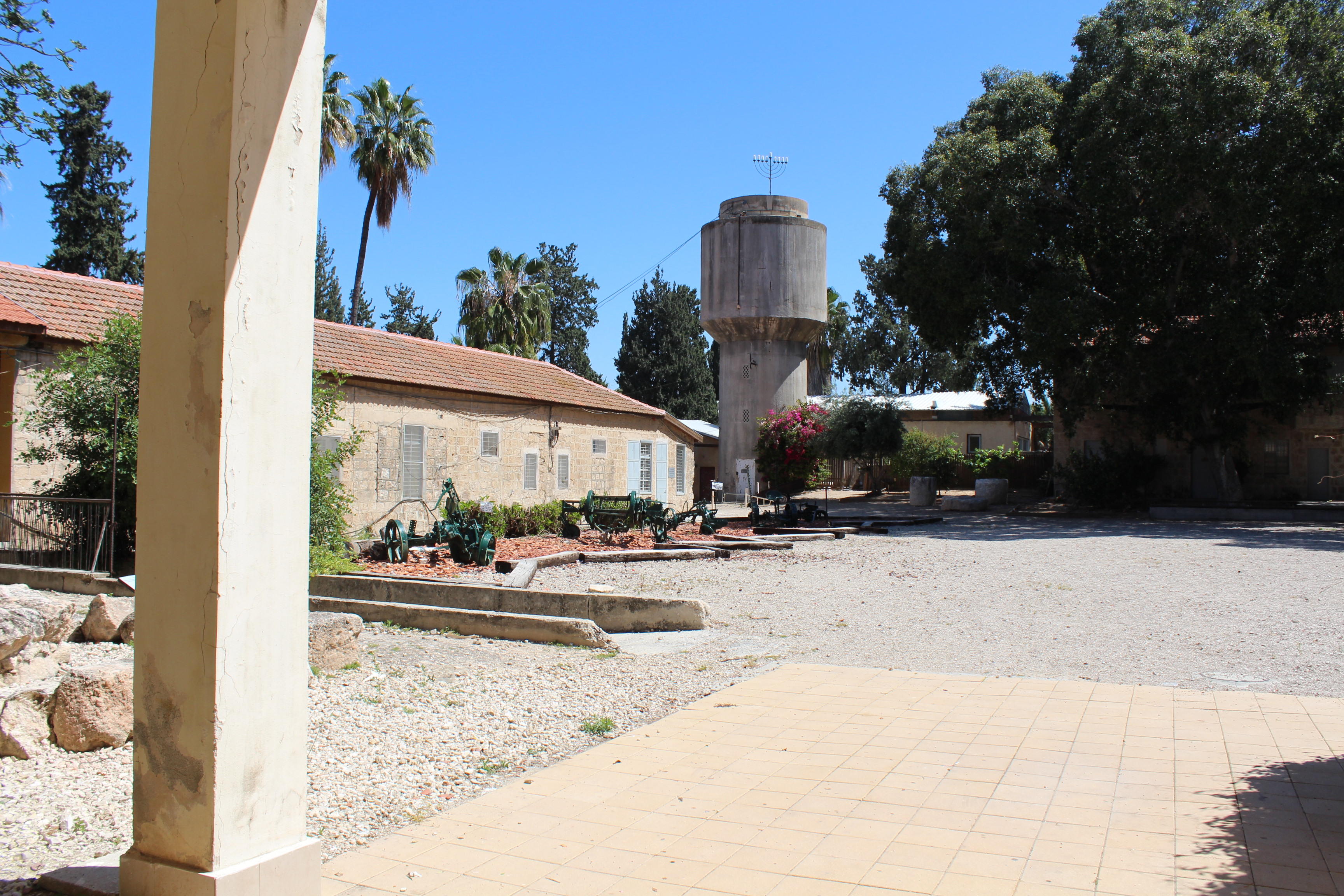
Der zentrale Platz des Kinder- und Jugenddorfes (2014)

Siegfried Lehmann kannte Ben Shemen seit seinem ersten Palästinabesuch im Jahre 1914. Unklar bleibt dennoch, was ihn 1927 bewog, gerade hier seine Vorstellungen von einem Kinder- und Jugenddorf zu verwirklichen. Bückmann berichtet von drei vorangegangenen Versuchen, einen geeigneten Ort in Palästina zu finden, bevor es Lehmann dann möglich gewesen sei, sich in Ben Shemen einzukaufen. Verkäufer sei der Jüdische Nationalfonds (JNF oder auch JNF-KKL) gewesen.
Kurz nach dem Landerwerb traf Lehmann zufällig in Tel Aviv Hans Herbert Hammerstein (Yisrael Shiloni) und lud ihn zusammen mit Moses Calvary zu einer Fahrt nach Ben Shemen ein. In seinen Erinnerungen berichtete Shiloni von diesem ersten Besuch dort: „Lehmann sagte strahlend: ‚Hier von der Hauptstraße bis zum Kinderdorf werden wir zwei Reihen Palmen pflanzen. Das wird jedem, der hineinkommt, ein erhebendes Gefühl geben.‘ Dazu antwortete Calvary: ‚Du wirst besser erst mal daran denken, wo deine Kinder schlafen sollen.‘ ‚Oh nein‘, sagte Lehmann, lächelnd wie immer, ‚das wird man schon nicht vergessen könen [sic]. Aber solche Dinge von ästhetischer Wichtigkeit, die großen Einfluß auf das Leben haben, muß man rechtzeitig beschließen, damit sie nicht in all der Betriebsamkeit vernachlässigt werden.‘“ Nach Ari Shavit war es dann Winter, bevor Lehmann und seine Gefolgschaft endlich in Ben Shemen ankamen: „An einem regnerischen Wintertag zog Lehmann […] mit seiner Frau und einem Dutzend Waisenkinder aus Kaunas kommend in das in Meir Shfeya gelegene Bildungsinstitut Kiryat Sefer ein. Es handelte sich um die Gebäude, die Israel Belkind zwanzig Jahre zuvor für die Kinder errichtet hatte, die bei den Pogromen von Kischinew ihre Eltern verloren hatten.“

### Die Visionen der frühen Jahre

#### Rück- und Ausblick 1929
In einem Aufsatz aus dem Jahre 1929 beschreibt Siegfried Lehmann das neu erstandene Kinder- und Jugenddorf so:

„Das Kinder- und Jugentldorf Ben-Schemen ist eine landwirtschaftliche Siedlung in Judäa, nicht weit von der arabischen Stadt Lydda gelegen, in der Kinder aller Altersstufen zusammen mit Lehrern und Arbeitern leben, lernen und arbeiten. Die Siedlung liegt inmitten von Getreidefeldern. Orangengärten, Weinbergen, Olivenpflanzungen; im Wirtschaftshof gibt es Ställe für Pferde, Viehzucht und Geflügel. Umgeben von einem alten schönen Baumbestand, Zypressen und Pinien, liegen die Wohnhäuser: Ein Kleinkinderheim. ein Schulkinderheim und die Häuser der Jugendgemeinschaft; dahinter, neben dem Sportplatz, das ringsum mit Zypressen bepflanzte Schwimmbassin unter freiem Himmel, der Mittelpunkt des Lebens an den heißen Tagen.“

In der Folge knüpft Lehmann an Alltagsbeschreibungen aus Ben Shemen an, um seine Ideen von einer zionistischen Erziehung zu entfalten, in deren Mittelpunkt die produktive Arbeit steht. Er bezieht sich auf die im Frühjahr 1927 aus Kowno nach Ben Shemen übersiedelten Jugendlichen, die den Vortupp bildeten für die nachfolgenden jüngeren Kinder aus dem Kinderhaus. Diese vorbereitenden Arbeiten waren zum Entstehungszeitpunkt des Artikels abgeschlossen, und nach dem Neu- und Umbau fester Steinhäuser gab „es schon 150 Bürger im Dorf (zusammen mit 28 Kindern der Nachbarschaft), Kinder und Jugendliche im Alter von 3-17 Jahren, von denen ein Teil aus dem Kownoer Haus, ein Teil aus Palästina und ein Teil aus anderen Ländern kamen. Dem Plan nach wird das Dorf im Laufe der Zeit 350 Kinder und Jugendliche umfassen.“

#### Die Anti-Pädagogik
Für Lehmann sind die Jugendlichen von 14 bis 17 Jahren „die eigentlichen Erzieher der jüngeren Kinder im Dorf“. Sie begreifen ihre Arbeit im Dorf nicht als „Gymnastenarbeit“, Nebenbeschäftigung also, sondern als elementar wichtigen Beitrag zur Existenzsicherung des Dorfes, wodurch sie wiederum zum Vorbild der Jüngeren werden, die, soweit sie nicht den Älteren zur Hand gehen können, ihren Beitrag in einer ihren Möglichkeiten angepassten „Kinderwirtschaft“ leisten. Lehmann führte aus, dass sich das bei den durchaus schwierigen und anstrengenden Aufbauarbeiten bereits bewährt habe, da der zugrundeliegende Gedanken erkannt worden sei, „daß die Jugend, die sich ihr Dorf mit eigenen Händen aufbaut, dieses Dorf nicht als fremde 'Anstalt', sondern als ihr eigenes Heim, als eigenes Werk empfindet“.
So, wie hier Erziehung und Arbeit (Erziehung durch Arbeit) Hand in Hand gehen, ist kein Raum für eine Pädagogik, bei der so getan wird, „als ob die Jungen selbständig handeln, wo sie aber hinter den Kulissen wie Marionetten von oben bewegt werden“. Lehmans Modell basiert auf einer Selbstverwaltung, bei der alle im Kinder- und Jugenddorf lebenden Menschen über 13 Jahre, also auch die Erwachsenen, ihre Zusammenleben selbst und gleichberechtigt organisieren, und deren höchste Instanz die Dorfgemeinde ist. Sie ist „die Gesellschaft, in der der Jugendliche sich als Bürger mit bestimmten Rechten und Pflichten empfinden lernt“. Ihr zur Seite existiert ein System gewählter Räte für besondere Angelegenheiten, zum Beispiel für Kulturelles oder für Wirtschaftsangelegenheiten. Lehmann verkennt nicht, dass das manchmal mit Problemen verbunden sein kann, dass eine Erziehung zur Ehrfurcht vor den Anderen noch nicht genug ausgereift sein mag, doch gerade dann empfiehlt er den Älteren im Zusammenleben mit Jungen, „die Autonomie der Jugend wichtiger [zu nehmen] als die Autonomie der Idee“.
Wenn die Dorfgemeinde gewissermaßen die politische Ebene ist, auf der sich das Zusammenleben organisiert, dann ist die Kwuzah die Ebene des persönlichen Zusammenlebens, der man, so Lehmann, „durch Neigung verbunden ist“.

„Solche Kwuzah besteht aus 25-30 Jungen und Mäclchen von 14-18 Jahren. Auch einige Lehrer und Arbeiter gehören zur Gruppe. Die Gruppe (das Wort ‚Kwuzah‘ drückt ein stärkeres Gefühl der Verbundenheit der Mitglieder aus als das deutsche Wort) hat ihr eigenes Haus, bald wird sie ihre eigene kleine Wirtschaft bekemmen. Damit würde ein Wunsch in Erfüllung gehen, der so recht den palästinensischen Jungen und Mädchen aus dem Herzen gesprochen ist, eine Kwuzah, wo die Mädchen und Jungen gemeinsam (nicht etwa die Mädchen alleine, die Küche besorgen, den Gemüsegarten und den Hühnerstall, wo die Jungen auf dem Felde arbeiten und man an den Abenden gemeinsam lernt oder Fragen gemeinsamer Zukunft bespricht (denn der Kern der Gruppe will auch später im Leben zusammenbleiben und sich als Kommune ansiedeln) – oder man tanzt.“

Gleichwohl gab es in den hier von Lehmann angesprochenen Gruppen-Häusern „eine ‚Hausmutter‘ (Metapellet), die die Verantwortung für Gesundheit und Hygiene und individuelle Konflikte im Haus trug, und einen ‚Erzieher‘ (Madrich), der eher persönlicher Ratgeber und Sprachrohr nach außen und Arrangeuer von Aktivitäten war. Eine noch weitergehende Differenzierung bestand in den einzelnen ‚Kameradschaften‘ innerhalb der einzelnen Gemeinschaften um einen mit ihnen lebenden Erwachsenen als Bezugsperson.“

#### Zusammenleben mit den arabischen Nachbarn
Unter der Zwischenüberschrift Umwelt und Beruf beschreibt Lehmann zunächst eine idyllische Gegend, wenn man sich die heutige Lage von Ben Shemen zwischen Flughafen Ben Gurion und dem dem Kinder- und Jugenddorf benachbarten Autobahnkreuz (Lage) vor Augen hält: „Ben-Shemen liegt umgeben von arabischen Dörfern. Eine Karawanenstraße geht an unserem Dorf vorbei, jede Nacht hören wir das Schellenläuten der Kamele und das leise monotone Singen der Führer.“ Doch Lehmanns Augenmerk gilt nicht dieser Idylle, sondern dem Zusammenleben mit den arabischen Nachbarn. Oelschlägel bezeichnete ihn als einen moralischen Rigoristen, „wenn es um die Idee des Friedens ging, vor allem des Friedens mit den arabischen Nachbarn“, und Lehmann bestätigt dies durch sein Bekenntnis, sich dieser fremden arabischen Welt deshalb nähern zu wollen, „weil wir in Ben-Shemen an den Sinn der Brüderschaft zwischen den Völkern glauben. Deshalb pflegen wir die nachbarschaftlichen Beziehungen, die arabischen Kinder der Umgegend sind bei uns manchmal zu Gast und unsere Kinder bei ihnen.“ Und so, wie er schon die tradierte schulische Selbstverwaltung als Marionettentheater verspottet hat, und schulische Arbeitsangebote als Gymnasiastenarbeit, so verbindet er auch dieses Bekenntnis zur jüdisch-arabischen Zusammenarbeit mit einer Kritik an der Reformpädagogik, denn durch den regen Austausch zwischen Ben Shemen und seinen Nachbarn „wächst der Jugendliche im Jugenddorf nicht im isolierten Idyll eines Landheimes auf, sondern in lebendiger Berührung mit der Welt, die als Erwachsener einmal die seine werden wird“.
In Lehmanns Bericht fehlt jeglicher Hinweis auf ein Ereignis, das später noch von großem Nutzen für Ben Shemen werden sollte: Die Hilfe für die Erdbebenopfer in Lydda (siehe unten: Das andere Jahr 1929).

„Ein halbes Jahr nach der Gründung des Jugenddorfes durch Lehmann zerstörte ein Erdbeben einen Großteil der Altstadt von Lydda und tötete zahlreiche Einwohner. Lehmann eilte in die Stadt, um sich um die Überlebenden zu kümmern. Seine Arbeit hatte eine tiefgreifende Wirkung, und im Laufe der Jahre schloss er Freundschaften mit dem palästinensischen Notablen von Lydda und den Würdenträgern der benachbarten arabischen Dörfer Haditha, Dahariya, Gimzu, Daniyal, Deir Tarif und Bayt Nabala. Er sorgte dafür, dass die Dorfbewohner, die in der Sommerhitze von und nach Lydda kamen, an einem Brunnen, den er für sie am Tor des zionistischen Jugenddorfes baute, kühles Wasser und erfrischenden Schatten erhielten. Lehmann wies die örtliche Klinik an, den Palästinensern, die sie brauchten, medizinische Hilfe zu leisten.“

#### Religion und Volk als Leitideen
Roni Hirsh-Ratzkovsky stellt heraus, dass es für Lehmann wichtig gewesen sei, „die Studenten an die jüdische Tradition zu binden und eine religiöse Sensibilität und Achtung vor dem Transzendenten zu entwickeln; er wollte sie auch ermutigen, ihre eigenen Rituale zu gestalten, und betonte die agrarische Dimension der jüdischen Feiertage“. Im Zentrum dieser Religiosität in Form einer religiösen Rückbesinnung („Rückkehr nach Zion“) stand „die ‚Erziehung zur Ehrfurcht vor dem Heiligen‘, in der die Symbolik jüdischer Sitten und Gebräuche einen größeren Stellenwert einnahmen als der Sinn des gesprochenen Wortes“.
Lehmanns Ideal, zu dem er erziehen möchte, ist das des Landmanns, in dem sich bei ihm Motive der Jugendbewegung und den frühen Umschichtungskonzepten mit religiösen vermischen.

„Das Leben als Landmann in Palästina gibt dem jungen Juden etwas von dem Glücksgefühl der Einheit, der Totalität des Lebens, die die früheren religiös lebenden Geschlechter hatten und nach der die Menschen der Jugendbewegung unserer Tage streben. […] Diese gewaltige Anziehungskraft, die der Beruf des Landmanns in Palästina nicht auf einzelne, sondern auf große Teile der jüdischen Jugend ausübt, ist nur verständlich, wenn wir den religiösen Untergrund dieser Sehnsucht zu erkennen vermögen, wenn wir dieselben religiösen Energien, die die Juden der vorherigen Generation in die Bindung an Gott-Vater legten, hier wieder am Werke sehen, in dem Verlangen nach neuer Bindung an die Mutter Erde.“

All dies ist Teil eines Kampfs „gegen eine ungesunde und unehrliche Intellektualisierung“, in dem ein religiöser Mythos des Ursprünglichen ebenso beschworen wird, wie ein nicht weniger mystisch überhöhter Volksbegriff, dem sich Volkswerte, Volkserzählungen, Volksdichter, Volksmusik und Volkstanz hinzugesellen. Aufklärung ist bei ihm unter Berufung auf Ernst Haeckel Abkehr von „der maßlosen Ueberschätzung der Naturwissenschaften“ und „Gegnerschaft gegen einen öden Materialismus“, woraus die Hoffnung erwächst: „Der Hang zur Echtheit und die selbstbewußte Betonung einer gewissen proletarischen Einfachheit, wie sie in den Arbeitersiedlungen auf dem Dorfe üblich ist, werden uns, in treuer Erinnerung an künstlerische Traditionen Westeuropas, den Weg zu neuen Formen weisen.“

#### Expressionistischer Zionismus
Was Lehmann im Jahr 1929 propagierte, war eine antiurbane und antimoderne Stimmung, die die Erlösung von den Übeln der modernen Gesellschaft im Rückzug aus der modernen Stadt und der Rückkehr zu physischen und metaphysischen Wurzeln sieht. Für Roni Hirsh-Ratzkovsky erwächst diese Haltung einer spezifischen Verbindung zwischen deutschem Expressionismus und Zionismus, die sich vor allem im Denken von Lehmanns Bruder Alfred Lemm manifestierte, bei dem aber ein theoretisches Konstrukt blieb, während sie ihre volle Entfaltung erst in der Gründung des Kinder- und Jugenddorfes fand. Und diese Verwurzelung seiner Ideen im europäischen Denken, musste auch Lehmann zur Kenntnis nehmen, als er sie vor der Erfahrungswelt der nicht aus Europa eingewanderten Kinder und Jugendlichen reflektierte: „Die jüdischen Jungen und Mädchen, die orientalisch-jüdischen Familien entstammen, sind von der Welt der für uns gültigen Begriffe so abgrundtief getrennt, daß es unrecht wäre, mit unseren Maßstäben an sie heranzugehen. […] Kein Zweifel, daß bisher die Erzieher keinen Weg zu diesen Kindern fanden und daß wahrscheinlich viel Zeit nötig sein wird, um einander kennen zu lernen.“

### Volkstanz und kulturelle Tradition
In der Geschichte Israels spielte die Schaffung eines originär israelischen Volkstanzes eine wichtige Rolle bei der Herausbildung des israelischen Nationalbewusstseins. Eine der wichtigsten Vertreterinnen dieser Tanzbewegung war um 1930 in Ben Shemen tätig, während sich eine andere Protagonistin noch in den 1940er Jahren scharf von der in Ben Shemen praktizierte Volkstanztradition und den durch sie transportierten kulturellen Überlieferungen abgrenzte.
Gurit Kadman, die man später als Mutter des israelischen Volkstanzes bezeichnete, wurde Ende der 1920er Jahre Mitglied des Teams von Ben-Shemen. Nach der Webseite Danses d'Israël war sie „zutiefst davon überzeugt, dass ein besseres Verständnis zwischen Nationen und Völkern durch Kenntnis ihrer Kulturen und Traditionen erreicht werden kann. Sie setzte diese Philosophie schrittweise in die Praxis um, indem sie den Menschen in Ben-Shemen internationale Volkstänze beibrachte. Anschließend organisierte sie ein internationales Volkstanzfestival, bei dem die Kostüme und die Musik verschiedener Länder den Tänzen einen authentischen Duft verliehen.“ Es waren tatsächlich zwei Festivals, die Kadman in Ben Shemen organisierte, nämlich in 1929 und in 1931, doch scheint die Zustimmung zu ihnen nicht so einhellig gewesen zu sein, wie es das Zitat nahelegt. Zvi Friedhaber weist nämlich darauf hin, dass die Meinungen über sie „auseinandergingen und von enthusiastisch bis streng kritisch reichten“.
Friedhaber lässt leider offen, welche Argumente sich hinter den gegensätzlichen Haltungen zu den beiden Tanzfestivals verbargen, weshalb es offen bleiben muss, ob dafür Kadmans damals noch eher traditionelles Verständnis von Volkstanz verantwortlich war, das Volkstanz als ein „aus gemeinschaftlichen Bestrebungen“ heraus gewachsenes Kulturgut begriff. Auf eine solche gewachsene eigenständige kulturelle Tradition konnte aber zur damaligen Zeit nicht zurückgegriffen werden, allenfalls auf Volkstänze aus der Diaspora, und hier vornehmlich aus der europäischen Diaspora. Damit wären auch die damals in Ben Shemen praktizierten Volkstänze Ausdruck jener Verwurzelung im europäischen Denken gewesen, wie es zuvor bereits skizziert wurde. Das bestätigt auch die Kritik, die Rivka Sturman an den Volkstanzdarbietungen übte, mit denen Tanzgruppen aus Ben Shemen noch Mitte der 1940er Jahre zu Aufführungen in die Kibbuzzim reisten. Sturman, die noch vor Kadman erste Schritte zur Entwicklung spezifisch israelisch-palästinensischer Volkstänze unternahm, fühlte sich von der in Ben Shemen gepflegten Volkstanztradition geradezu herausgefordert, neue Wege zu beschreiten.

„[Lehmanns] Jugendgruppe trat in vielen Orten auf und kam auch nach Ein Harod. Ihre Tänze wurden von unseren Jugendlichen sehr gut aufgenommen. Aber ich merkte, dass seine Arbeit nicht wirklich israelisch war. Zum Beispiel benutzte er hauptsächlich deutsche Lieder. Das war in den frühen 1940er Jahren, und ich war, offen gesagt, empört, dass israelische Jugendliche deutsche Lieder und Darbietungen zu anderen bringen sollten, denn wir begannen zu verstehen, was die Deutschen uns antaten, und die ganze Tragödie des jüdischen Volkes zu begreifen, die durch Hitler herbeigeführt wurde.“

Dass Lehmann mit seiner Verwurzelung im europäischen Denken kein Einzelfall war, erlebte Sturman am Beispiel ihrer Kinder, als diese in Ein Harod in den Kindergarten kamen und auch dort mit deutschen Liedern konfrontiert wurden. Sie lehnte dies strikt ab und war traurig darüber, „dass die israelischen Lehrer deutsches Material verwendeten, obwohl sie auf all das hätten zurückgreifen können, was in Israel neu war und sich entwickelte“.

### Das andere Jahr 1929
Wann im Jahre 1929 Siegfried Lehmann seinen zuvor zitierten Artikel über das Kinder- und Jugenddorf geschrieben hat, ist nicht überliefert. Man kann aber vermuten, dass dies bereits vor dem August 1929 geschehen sein muss, denn ein Ereignis findet in dem Artikel keine Erwähnung: die arabischen Unruhen des Jahres 1929, die meist nur mit dem arabischen Massaker von Hebron in Verbindung gebracht werden, aber auch in vielen anderen palästinensischen Orten zu Zusammenstößen führten. Auch Ben Shemen blieb davon nicht unberührt.
In der Frühe des 25. August 1929 wurden die Bewohner des Kinder- und Jugenddorfes, in dem sich zu diesem Zeitpunkt etwa 100 Kinder und Jugendliche aufhielten, von einem alten Araber heimlich gewarnt und darauf hingewiesen, dass in Lydda etwa 1000 Araber einen Angriff auf Ben Shemen und andere jüdische Siedlungen in der Gegend vorbereiten würden. Sofort begann man im Dorf mit Verteidigungsmaßnahmen, verbarrikadierte die Eingänge und versuchte auch Unterstützung von außen zu organisieren. Nachmittags fand in Lydda eine Versammlung statt, in dessen Folge sich ein Trupp Angreifer auf den Weg nach Ben Shemen machte. Dem stellten sich ältere Jugendliche aus Ben Shemen entgegen und erhielten Unterstützung durch einen arabischen Jungen, der in Ben Shemen gearbeitet hatte und freundschaftliche Beziehungen zum Jugenddorf unterhielt. Ein Angriff konnte verhindert werden, und gegen 18 Uhr kamen zwei Scheichs aus Lydda, um den Bewohnern von Ben Shemen zu versichern, dass sie in dieser Nacht keinen Angriff aus Lydda zu befürchten hätten. Allerdings hätten andere arabische Dörfer einen Bund geschlossen, um in der Nacht Ben Shemen zu zerstören. Dieser Besuch der beiden Scheichs findet als „Bekräftigung einer erprobten Freundschaft“ auch eine kurze Erwähnung in Arnold Zweigs Roman De Vriendt kehrt heim.
Direkte Unterstützung durch die Engländer war nicht zu erwarten, doch einem in Ben Shemen stationierten arabischen Polizisten gelang es, einen Dorfältesten aus einem der feindlichen Dörfer als Geisel festzunehmen. Über dessen Freilassung kam es in der Nacht zu Verhandlungen, aber zu keinem Angriff, und nun begab sich auch ein englischer Offizier in die arabischen Dörfer und brachte diese dazu, Ben Shemen nicht anzugreifen.
Am nächsten Tag spitzte sich die Lage erneut zu, weil bei einem arabischen Angriff auf Jaffa auch viele Bewohner aus Lydda zu Tode gekommen waren. Die sollten nun nach Lydda zurückgebracht werden, und zugleich wurde als Rache für diese Toten ein neuer Angriff auf Ben Shemen propagiert. Dort waren inzwischen auch die Nachrichten über die anderen Ausschreitungen und das Massaker von Hebron eingetroffen und sorgten für Panik. Doch am Mittag kam abermals Entwarnung aus Lydda: Die Dorfältesten hatten die Verantwortung für die Sicherheit Ben Shemens übernommen. Dies war ausdrücklich mit dem Hinweis an die Bevölkerung von Lydda verbunden gewesen, sich daran zu erinnern, dass während des Erdbebens von 1927 Ben Shemen die erste ärztliche Hilfe geleistet hätte (siehe oben).
Für die Bewohner Ben Shemens entspannte sich aufgrund dieser Nachricht die Situation, und am Nachmittag kamen auch englische Matrosen nach Ben Shemen. Diese blieben zwar nicht über Nacht, doch dafür übernahmen arabische Scheichs die Wache vor den Toren des Kinder- und Jugenddorfes.
Am 27. August wurden die Bewohner von Ben Shemen von ihren arabischen Freunden aus Lydda gewarnt, dass in mehreren arabischen Dörfern Nachrichten von angeblichen Gräueltaten der Bewohner Ben Shemens an Arabern verbreitet worden seien und dass möglicherweise in der kommenden Nacht mit Angriffen, wenn auch nicht aus Lydda, zu rechnen sei. Für eine Entspannung der Lage sorgten abermals englische Matrosen, die auch in die arabischen Dörfer fuhren, um zu demonstrieren, dass sie Ben Shemen schützen würden. Die Nacht blieb ruhig – und auch der Folgetag.
Der letzte Berichtsteil stammt vom 29. August. Ben Shemen ist noch verbarrikadiert, aber das Leben beginnt, sich zu normalisieren. Ein arabisches Auto mit einer weißen Fahne am Kühler fuhr an Ben Shemen vorüber, um Friedfertigkeit zu demonstrieren, und für den Abend war erstmals wieder eine Versammlung geplant, um über die vergangenen Ereignisse zu diskutieren.
Diesem Bericht war eine Vorbemerkung vorangestellt, in der es hieß: „Uns in Ben Schemen hat gerettet unsere auf nachbarschaftliche Freundschaft eingestellte Politik, die wir in den letzten Jahren getrieben haben. Jede einzige gute Tat, die wir im Laufe der Zeit den Arabern bewiesen haben, ist in Erinnerung geblieben und hat jetzt Früchte getragen. Wenn alle Juden in Palästina so gehandelt hätten, wäre unsere Lage heute nicht so verzweifelt.“ Diese Vorbemerkung hat bei den Leserinnen und Lesern der Jüdischen Rundschau soviel Unmut hervorgerufen, dass sich die Redaktion zu einer Klarstellung genötigt sah. Unterstellt wurde in Zuschriften, dass mit diesem Satz gesagt worden wäre, daß schlechte Behandlung der Araber durch die Juden eine Art Rechtfertigung der an Juden verübten Untaten sei – eine nach Auffassung der Redaktion völlig irrige Interpretation. Nach Hinweisen auf Beispiele die zeigten, „daß trotz vorher herrschender guter Beziehungen zwischen einzelnen Juden und Arabern in den Tagen des Kampfes plötzlich Feindschaft und Gewalt sich entlud“, kommt die Redaktion zu dem aus ihrer Sicht zentralen Punkt des Berichts aus Ben Shemen: „Was aber in dem Brief aus Ben Schemen gemeint war und was zweifellos richtig ist, ist die Tatsache, daß der bewußten Pflege nachbarschaftlicher Beziehungen zwischen Juden und Arabern bisher nicht genügend Aufmerksamkeit gewidmet wurde. […] Gewiß ist das nicht alles, gewiß kommt es noch auf andere Dinge an, gewiß mag auch im Falle Ben Schemens das Glück mitgespielt haben, es können trotz guter Beziehungen an allen Orten die Unruhestifter die Oberhand gewinnen. Aber dennoch scheint uns dieser Gesichtspunkt so wichtig, daß wir es für richtig hielten, ihm im Zusammenhang mit dem charakteristischen Bericht aus Ben Schemen Raum zu geben. […] Die Notwendigkeit eines guten Verhältnisses dicht bei einander wohnender Bevölkerungsteile kann gar nicht genug nachdrücklich betont werden.“
Für Siegfried Lehmann selber war die gewaltlose Verwirklichung der zionistischen Idee nur denkbar, „wenn die jüdisch-nationale Bewegung das Recht der nationalen Bewegung des arabischen Volkes anerkennt und achtet und wenn sich die arabische Nationalbewegung mit der gleichen Achtung zu unseren gerechten nationalen Forderungen bezieht“.

### Kinder- und Jugend-Alijah
Ben Shemen pflegte weiterhin die Freundschaft zu seinen arabischen Nachbarn, führte Arabische Wochen durch und veranstaltete 1931 einen pazifistischen Jugendtag, „der im Gedenken der im 'Massenmorden der Völker' gestorbenen Menschen ein Fanal gegen allen Chauvinismus sein wollte“.

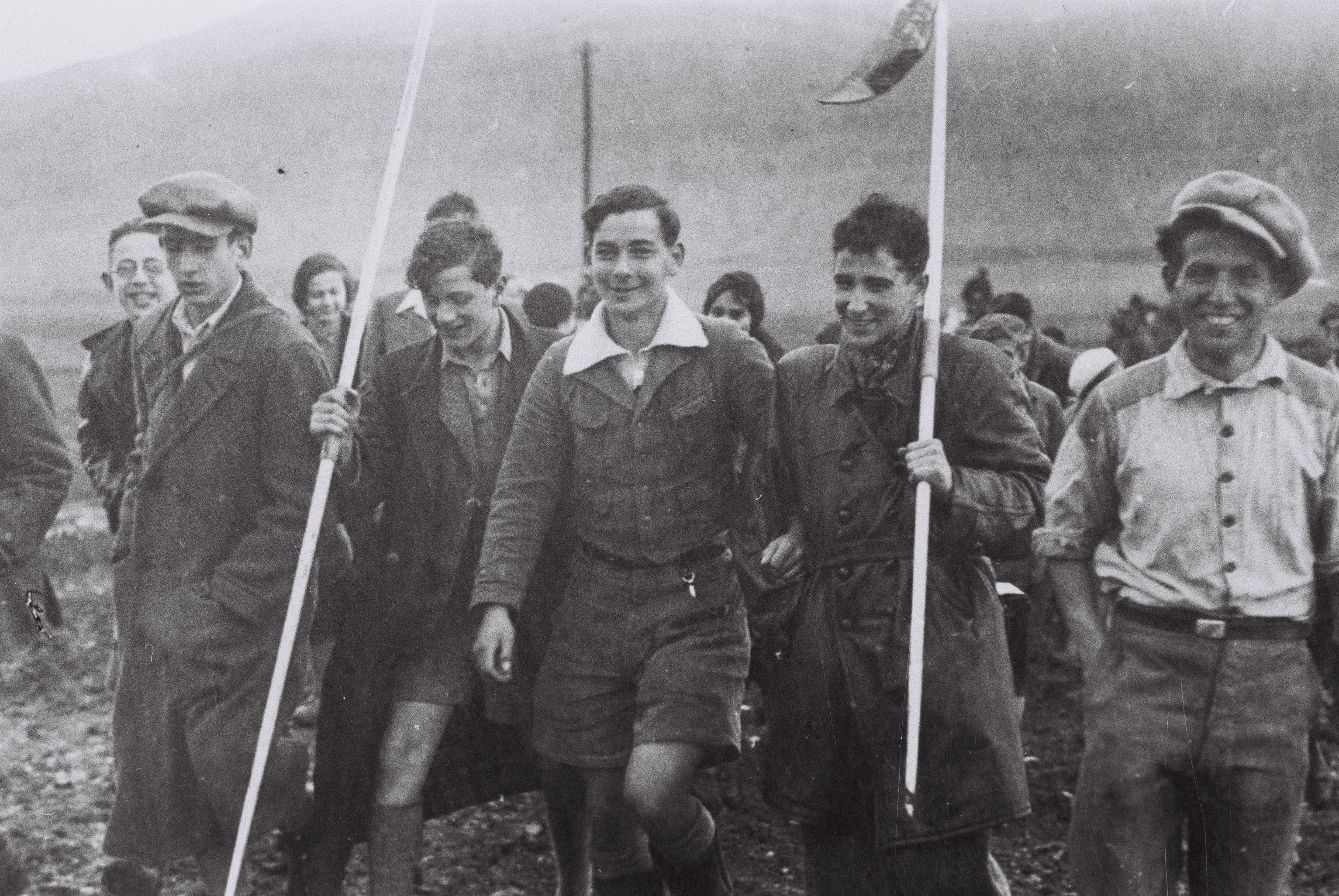
Die erste Jugend-Alijah-Gruppe auf dem Weg nach Ein Harod. Sie zog dann weiter nach Ben Shemen.

Doch nur knapp zwei Jahre nach diesem pazifistischen Jugendtag war Ben Shemen gezwungen, sich mit den gravierenden politischen Veränderungen in Deutschland im Zuge der nationalsozialistischen Machtübernahme auseinanderzusetzen. Noch im Vorfeld dieser Ereignisse organisierten Recha Freier und Wilfrid Israel, der seit der Gründung des Jüdischen Volksheims Siegfried Lehmann freundschaftlich verbunden war und auch die Ausreise der Gruppe aus dem Jüdischen Kinderhaus in Kowno unterstützt hatte, die Auswanderung von zwölf arbeitslosen Berliner Jugendlichen nach Ben Shemen. „Recha Freier, Wilfrid Israel, die Eltern der Kinder und ein kleiner Chor verabschiedeten die Kinder am 12. Oktober 1932 auf dem Anhalter Bahnhof in Berlin.“
Shepherd wertet diese Aktion als erstes Zeichen dafür, „daß Tausende von deutsch-jüdischen Eltern eher bereit waren, sich – vielleicht für immer – von ihren Kindern zu trennen als mit anzusehen, wie diese zur Untätigkeit und einer armseligen Existenz verurteilt wurden“. Während Israel später half, die Kindertransporte zu organisieren, nutzte Freier ihre bei der Aktion gesammelten Erfahrungen, um ab Ende Januar 1933 die Kinder- und Jugend-Alijah zu gründen, durch die vielen weiteren jüdischen Kindern und Jugendlichen zur Flucht nach Palästina verholfen werden konnte. Die erste von Freier betreute Alijah-Gruppe kam im Februar 1934 in Palästina an. „Der Kibbuz Ein Harod, in der Nähe von Lod gelegen, erklärte sich zuerst bereit, die bedrohten Jugendlichen aufzunehmen, bekam dann aber doch Bedenken. Im bedrohten Eretz Israel hatte man 14 Jahre vor der Staatsgründung ausreichend eigene Probleme. Recha Freier lernte in dieser Notsituation den aus Berlin gebürtigen Kinderarzt Siegfried Lehmann, Leiter des Kinderdorfes Ben Shemen, kennen. […] Lehmann ließ sich auf die Idee ein, stellte aber die Bedingung, dass die Finanzierung der Jugendlichen während ihrer zweijährigen Ausbildung im Jugenddorf finanziell abgesichert sein müsse. Eine Bekannte Recha Freiers veräußerte daraufhin ihren Schmuck.“ Dass 1934 bereits über 300 Kinder und Jugendliche in Ben Shemen lebten, war auch eine Folge der Alijah, 1937 waren es bereits 330, darunter nach Georg Flatow Ende September 1937 241 Kinder und Jugendliche, die im Zuge der Alijah nach Palästina gekommen waren.
Flatow beschrieb auch die Strukturen, über die der Transfer der Kinder und Jugendlichen nach Palästina organisiert wurde. Demnach arbeiteten in der unter der Adresse der Zentralwohlfahrtsstelle der Juden in Deutschland in der Berliner Kantstraße 158 angesiedelten Arbeitsgemeinschaft für Kinder- und Jugendalijah die Jüdische Jugendhilfe (laut Flatow ein „von den Jugendbünden getragene[…]r Verein zur Übersiedlung nach Palästina“), das Kinderheim Ahawa (siehe oben) und Ben Shemen zum Zweck der finanziellen Sicherung der Jugend-Alijah zusammen. In Palästina unterstand „die Jugend-Alijah dem Central Bureau for the Settlement of German Jews unter der Leitung von Henrietta Szold“. Für die zweijährige Unterbringung der Kinder und Jugendlichen in Palästina wurden monatlich Kosten in Höhe von 60 RM veranschlagt. Der Betrag musste von den Eltern aufgebracht werden, konnte im Falle von Bedürftigkeit aber auch bezuschusst oder erlassen werden, womit auch Lehmanns zuvor schon zitierte Forderung, dass die Finanzierung der Jugendlichen im Jugenddorf finanziell abgesichert sein müsse, erfüllt gewesen sein dürfte. Ben Shemen nahm im Rahmen dieses Verfahrens „in begrenzter Zahl für das Gemeinschaftsleben geeignete Jungen und Mädchen im Alter von 14 – 16 Jahren auf, die dort eine zweijährige theoretische und praktische landwirtschaftliche und gärtnerische Ausbildung“ erhielten.
Die Beschränkung der Aufnahme auf „für das Gemeinschaftsleben geeignete Jungen und Mädchen“ mag der Erfahrung geschuldet gewesen sein, dass das Zusammenleben so vieler Kinder- und Jugendlicher mit sehr unterschiedlichen Wurzeln nicht reibungslos verläuft, worauf schon S. Yizahr in seiner Erzählung Gilda aufmerksam machte. (Siehe S. Yizahr unter Mitarbeiter). Auch Channah Katz, schon 1933 als Neunjährige mit ihrer Mutter nach Palästina gekommen, empfand die „immer wiederkehrende Betonung der Selbständigkeit und Eigeninitative“ eher als Belastung und urteilte im Rückblick: „Niemand von den Erwachsenen hatte Verständnis dafür, daß ein Kind aus einem ganz anderen Milieu und aus westjüdischen Verhältnissen sich vielleicht langsam anpassen musste.“ Folgerichtig gab es für sie, zumindest in Bezug auf die Kindergemeinschaft von Ben Shemen, einen Widerspruch zwischen Siegfried Lehmanns Idealen und ihren faktischen Auswirkungen. Und mit diesen Schwierigkeiten hatten offenbar nicht nur Kinder zu kämpfen, wie das Schicksal der aus Darmstadt stammenden Schwestern Hilde und Hanna Freund zeigt, die im Winter 1936 nach Palästina reisten und für etwa ein Jahr im Kinder- und Jugenddorf lebten. Sie hatten aber Schwierigkeiten, sich in das Leben dort einzugewöhnen und übersiedelten nach Tel Aviv.

Auch Chanan Choresh, der im April 1939 zusammen mit sechs oder sieben weiteren Schülern der Privaten Waldschule Kaliski nach Ben Shemen gekommen war (siehe unten: Schüler), verweist auf das Gefühl des Fremdseins, mit dem sich die Gruppe in Ben Shemen auseinandersetzen musste: 

„Unsere Gruppe war am Anfang in der Fremdheit, herausgerissen aus dem familiären Milieu. Man hielt sich besser über Wasser, wenn man mit Bekannten zusammenhielt und diese stammten in der damaligen Zeit aus der nächsten Umgebung – aus der PriWaKi. Die Zeit tat das ihrige und aus verschiedenen Gründen trennten sich die Wege, warum, was, wer und wann unternahm, weiß ich heute nicht mehr. Die Leutchen haben sich in alle Richtungen zerstreut.“

Walter Laqueur hat in seinem Buch Geboren in Deutschland ausführlich die Anpassungsschwierigkeiten beschrieben, mit denen sich insbesondere die Einwanderer aus Deutschland auseinandersetzen mussten. Das betraf in gleicher Weise auch diejenigen, die mit der Jugend-Alijah nach Palästina gekommen waren und nun in Ben Shemen lebten. Laqueur zitiert seine spätere Frau, die aus Frankfurt stammende Barbara Koch (siehe Schüler), die sich weniger an den einfachen Lebensverhältnissen störte, als vielmehr an den propagierten Idealen in der Einrichtung, die für sie einen „Geist des Dünkels und der Lebensferne“ verkörperten.

„Dies bezog sich auf die Bildungsideale von Dr. Siegfried Lehmann, […] der eine Doktrin der ›Dorfkultur‹ entwickelt hatte, mittels deren deutschsprachige Kinder in Hebräisch sprechende, hochkultivierte landwirtschaftliche Arbeitskräifte verwandelt werden sollten. Lehmanns Enthusiasmus, schreibt Naomi Koch, erweckte lediglich Zynismus bei den Schülern. Es gab eine mächtige, sich vertiefende Kluft zwischen den großen Idealen (von Dorf, Kultur und hebräischem Humanismus), die an die Wand gemalt wurden, und den Realitäten des Lebens, der harten Arbeit in einer Landwirtschaft, die damals noch nicht motorisiert war. Ein solcher Ansatz hätte vielleicht bei einer elitären und hochmotivierten, Hebräisch sprechenden Studentenschaft funktioniert, aber die war nicht vorhanden.“

Laqueur verdeutlicht das, was er „als kulturelle Engstirnigkeit“ geißelt, am Beispiel einer geplanten Theateraufführung. Eine Gruppe hatte über Wochen hinweg eine Shakespeare-Komödie eingeübt – auf Deutsch. Die Aufführung sei von den Verantwortlichen untersagt worden, weil sie nicht in hebräischer Sprache dargeboten werden sollte.
Doch unbeschadet vieler nachvollziehbaren Kritiken an den Widersprüchen zwischen den Idealen von Ben Shemen und dem erlebten Alltag, gilt in Bezug auf die Jugend-Alijah das, was das Jewish Daily Bulletin bereits am Jahresende 1934 über Ben Shemen schrieb: „Das eigens für die Ansiedlung von Jugendlichen gegründete Dorf Ben-Shemen hat, insbesondere während des ersten Ansturms der deutschen Einwanderung, sein Tor für diese Kinder auf außerordentlich großzügige Weise geöffnet.“

### Die frühen 1940er Jahre
Insgesamt sind die verfügbaren Informationen über Ben Shemens Entwicklung in den 1930er und 1940er Jahren nicht sehr zahlreich, und erst mit den Auseinandersetzungen um die israelische Unabhängigkeit mehren sich die Hinweise wieder. Das lag vermutlich auch an Ben Shemens Lage in der Nähe der Verbindungsstraße von Tel Aviv nach Jerusalem, durch die das Kinder- und Jugenddorf einbezogen wurde in die erbitterten Auseinandersetzungen zwischen Arabern und Juden.
Nach den oben schon beschriebenen Unruhen von 1929 folgten in den Jahren 1936 bis 1939 weitere Arabische Aufstände in Palästina. Es ist nicht bekannt, inwieweit diese auch Ben Shemen tangierten, doch scheinen sie dort ihre Spuren dennoch hinterlassen zu haben, denn es war ausgerechnet der araberfreundliche Siegfried Lehmann, der im Januar 1940 zusammen mit einigen seiner Mitarbeiter unter dem Vorwurf, Waffen zu besitzen, verhaftet wurde. Ein britisches Militärgericht verurteilte die Angeklagten zu bis zu sieben Jahren Gefängnis. Nach internationalen Protesten, so von Albert Einstein, wurde Lehmann aber bereits nach drei Wochen Haft wieder freigelassen.
Nach dem Ende des Zweiten Weltkriegs strömten dann Kinder und Jugendliche, die den Holocaust überlebt hatten, aus Europa nach Palästina. Für sie, so beschreibt es die aus Deutschland emigrierte Sozialarbeiterin Siddy Wronsky in einem Aufsatz aus dem Jahre 1945, „hat sich in Palästina eine neue Form der Jugenderziehung in den Kinderdörfern entwickelt, die sich in Meir Schfeya am Abhang des Carmel, in Ben Schemen bei Lod, in der Ahawa in der Haifabucht und im Kfar Noar Dati in der Emek-Ebene finden. Diese Kinderdörfer stellen Gemeinschaften dar, in denen die Kinder zum Landleben erzogen werden, und in denen die Verwaltung und die Arbeit vorwiegend in der Hand der Kinder liegen. Das gesamte Leben: Unterricht und Freizeit, Feste und Wirtschaft, Kultur und Pflege wird vorwiegend von den Kindern bestimmt, und die Verantwortung für das Gemeinschaftsleben liegt in ihren Händen. Diese Kinderdörfer, die 100-500 Kinder aufnehmen und in denen die Kinder in allen Zweigen der Landwirtschaft und der Hauswirtschaft herangebildet werden, haben sich als eine glückliche Form der neuen werktätigen Erziehung herausgebildet und stellen ein neues Beispiel der modernen Sozialpädagogik dar, das wie keine andere Form der Erziehung die Entwicklung des Gemeinschaftssinnes und den sozialen Charakter bei den Kindern zu fördern im Stande sind.“
Zu denen, die in den Genuss dieser „modernen Sozialpädagogik“ kamen, gehörten Chaya und Gitta Horowitz, die in Ben Shemen ein neues Zuhause fanden. Chaya (später verheiratete Horowitz Roth) berichtet darüber aufgrund ihrer eigenen Erlebnisse und der ihrer neun Jahre älteren Schwester (später Gitta Horowitz Fajerstein-Walchirk) in ihrem Buch The Fate of Holocaust Memories. Die beiden Mädchen befanden sich im Frühjahr 1945 zusammen mit ihrer Mutter und einem Onkel in Süditalien und standen in Kontakt zu Mitgliedern der Jüdischen Brigade. Einer von ihnen, der Lehrer in Ben Shemen gewesen war, riet der Mutter: „Du musst deine Kinder nach Ben Shemen schicken, es ist die beste Bildungseinrichtung in Eretz-Israel.“ Die beiden Erwachsenen, die selber noch in Europa bleiben wollten, folgten diesem Rat und beschlossen, „mit Unterstützung dieses Shaliach (Abgesandter), dessen Name Aryeh Simon war, Chaya und mich [Gitta] auf eines der ersten Jugend-Aliyah-Schiffe zu schicken, die von Bari aus starteten“. Aryeh Simon war später der Madrich in Chayas Gruppe im Kinderdorf Ben Shemen und ab 1964 dessen Leiter.

Ihr längeres Ben-Shemen-Kapitel versah Chaya H. Roth mit dem Titel Ben Shemen – Trauma und Anpassung (Ben Shemen – Trauma and Adjustment). Die beiden kamen über das Flüchtlingslager von Atlit nach Ben Shemen, und das, so Gitta, „war unsere Rettung. Wir hatten eineinhalb Jahre gesundes Leben in Ben Shemen. Ich wurde in der Kvutzat Noar (der Jugendgruppe) eingesetzt und du, Chaya, wurdest im Kfar Jeladim (Kinderdorf) untergebracht, aber du und ich waren am selben Ort. Auch wenn wir nicht wirklich nah beieinander lebten, sahen wir uns häufig.“ Doch für Chaya war die Ankunft und die damit verbundene Trennung von Gitta zunächst einmal ein Schock; sie fühlte sich einsam. In ihren Erinnerungen aber beschreibt sie sehr präzise die Ankunft in Ben Shemen, das Duschen, das für die Neuankömmlinge ebenso obligatorisch war wie die anschließende Bekämpfung der Kopfläuse mit Benzin und dann die Neueinkleidung, und sie lieferte eine ausführliche Beschreibung der Dorfstruktur.

„Wir standen in einem großen, staubigen Innenhof; ein alter, knorriger Johannisbrotbaum stand in der Mitte und spendete Schatten für den gesamten quadratischen Raum, aber er bedeckte uns nicht. Wir, die Neuankömmlinge, standen in der Sonne zusammen mit den gelben, goldenen, orangefarbenen und roten Mittelmeerblumen, die vor allen vier ranchartigen Gebäuden wuchsen. Diese waren aus schweren, ungleichmäßig geformten Ziegeln gebaut, die ich später als Jerusalemer Steine kennenlernen sollte. Hinter uns lagen die Duschen und ein zweistöckiger Backsteingebäude, in dem die Lehrer untergebracht waren, die hier lebten und meine Lehrer werden sollten. Auf der anderen Seite des Hofes, hinter dem Johannisbrotbaum, befanden sich zwei weitere zweistöckige Backsteingebäude. Das war dann unsere Schule. Ein großes Eisentor trennte die beiden Gebäude. Auf der linken Seite der Schulgebäude, mit Blick auf die Duschen, vor denen ich stand, befand sich eine lange Reihe von einstöckigen Räumen: das waren die Kinderzimmer. Auf der rechten Seite des Platzes befand sich eine weitere Reihe von niedrig gelegenen Gebäuden, die jedoch aus Holz waren. Das waren die Quartiere der Tagelöhner. Der weiße Staub, der den Boden bedeckte, kam von dem feinen, weißen Kies, der uns die Gelegenheit geben würde, die Steinböden unserer Räume gründlich mit Wasser plus Benzin zu reinigen, natürlich mindestens zweimal pro Woche. Was sonst als Benzin, um gegen alle Arten von Krabbeltieren zu desinfizieren, die in unserem Quartier herumstreunten? Die Blumen, von denen es so viele gab, waren deshalb nicht so herausragend wie sie hätten sein können, weil ihre leuchtenden Farben in den meisten Jahreszeiten mit dem gleichen weißen Staub bedeckt waren, der sich gleichmäßig über den gesamten Platz ausbreitete.“

Auch an ihre Wohnumgebung konnte sie sich gut erinnern: 

„Es waren angenehme Räume: weiß getünchte Wände, helle Steinfliesenböden, die im Sommer kühl und in Winternächten eiskalt waren. Ein schmales Bett stand an der Wand, ein kleiner Beistelltisch neben dem Bett, und vielleicht einen Platz zur Aufbewahrung unserer Kleidung; ich erinnere mich nicht, ob wir einen Schrank hatten, in dem wir unsere Kleider aufhängen konnten. Ich sage ‘wir’, weil jedes Mädchen einen Mitbewohnerin hatte. Die Eltern meiner ersten Mitbewohnerin lebten in der Stadt. Eltern in der Nähe zu haben, war ein Statussymbol. Vielleicht begannen sich hier meine Probleme zu zeigen. Da ich zu niemandem gehörte, fühlte ich mich arm. Ich schämte mich, dass ich keine Familie hatte, die ich besuchen konnte.“

Es folgen weitere Schilderungen aus dem Speisesaal, über die Verpflegung und schließlich über den Schulunterricht, den Chaya sehr genoss, besonders den bei Siegfried Lehmanns Frau Rebecca: „Sie war groß und dunkelhaarig, älter als unsere Betreuer; sie war ernst und imposant, aber nicht beängstigend, weil sie eine großartige Lehrerin war. Was auch immer sie lehrte, war so interessant, dass das Gegenstand der Unterrichtsstunde nie langweilig wurde, und meine Neugierde wuchs, je mehr sie lehrte.“

Auch Chaya berichtete davon, dass in Ben Shemen die Vergangenheit der Kinder in der Regel nicht thematisiert wurde:

„Niemand fragte jemals, woher jemand kam. Kinder und sogar Erwachsene haben sich einfach nicht darüber unterhalten. Sie wollten nicht über deine Vergangenheit wissen, sie wollten nur in der Gegenwart sein, und sie wollten wissen, was du denkst, tust, studierst, isst und dergleichen. Und das passte mir sehr gut.“

Die beiden Schwestern blieben 21 Monate in Ben Shemen, doch insbesondere Chaya litt unter Heimweh und der Trennung von ihrer Mutter. Dennoch stimmten beide Schwestern überein, dass ihnen die Zeit in Ben Shemen „die gesündesten Lebenserfahrungen seit Kriegsbeginn beschert hat“, und als sie schließlich zu ihrer Mutter nach Belgien zurückkehren sollten, waren sie darüber wenig erfreut, wie Chaya berichtete:

„Als wir zurückkamen und sahen, was in Antwerpen mit den Überlebenden und ihren Kindern vor sich ging, sahen wir den Unterschied zwischen dem Leben, das wir zurückgelassen hatten, und dem, woran wir uns anpassen sollten: nämlich an eine konventionelle, kleinbürgerliche Art des Stadtlebens, die sich eklatant von der freien Umwelt unterschied, die wir in Ben Shemen zurückgelassen hatten, wo Erkundungen, Studium und Freundschaften gefördert wurden; wo wir von Kultur, Lesungen, Theater, Musik und Tanzaufführungen umgeben waren, die jeweils mit den spezifischen Themen verbunden waren, die wir im Unterricht lernten. Die jüdischen Feiertage wurden gefeiert wie so viele andere lebendige Aufführungen, in denen die Hauptakteure die Kinder selbst waren. Ich habe so etwas habe in meinem ganzen Erwachsenenleben nicht mehr erlebt.“

Chaya H. Roth erzählt auch von den Kindern, die nach ihr in Ben Shemen ankamen, zum Beispiel von Yehudit, die das Warschauer Ghetto überlebt hatte und ihre zweite Zimmergenossin geworden war, oder von neu hinzugekommenen Kindern aus Bulgarien und aus den DP-Lagern. Das war auch der Hintergrund von Helmar Lerskis Film ADAMAH (ERDE), den Siegfried Lehmann 1947 angeregt hatte, dessen Autor er war und der 1948 in Ben Shemen gedreht wurde. 

„Helmar Lerskis Film ADAMAH (ERDE) aus dem Jahr 1948 erzählt die Geschichte von Ankunft und Einleben des jungen Holocaust-Überlebenden Benjamin im Kinder- und Jugenddorf Ben Shemen im britischen Mandatsgebiet von Palästina. Benjamin trifft mit anderen Kindern in einem Bus in Ben Shemen ein. Er und die anderen Neuankömmlinge werden in ihre Schulklasse eingewiesen. Die Last peinigender Erinnerungen an seine Erlebnisse im Holocaust stehen seiner Integration in das neue Gemeinwesen im Wege. Benjamin verweigert sich jeder Kommunikation und jeder Zusammenarbeit. Er hortet Brot, obwohl es daran in Ben Shemen keinen Mangel gibt. Er erkennt durchaus die Kreativität der anderen Schüler, aber nur als unbeteiligter Außenseiter. Seine Lehrer beschließen, ihm zu helfen, indem sie ihn zu einem der Fackelträger in der Chanukka-Zeremonie machen, aber der Junge ist nach wie vor Gefangener seiner traumatisierten Vergangenheit. Als er zufällig an einem Stacheldrahtzaun, der eine Rinderherde umschließt, vorbeikommt, holen ihn seine Erinnerungen an das Konzentrationslager, das er überlebt hat, ein. Er hebt den Zaun aus, zerstört ihn und läßt die Kühe frei, die daraufhin ein Gemüsebeet verwüsten, das seine Mitschüler mühevoll bestellt haben. Benjamin begreift im Laufe des Films, wie kostbar seine neue Umgebung ist. Unterricht, Arbeit, gesellige Feiern und zionistische wie religiöse Zeremonien bilden zunehmend für ihn den Kontext eines sinnvollen 'neuen' Lebens. Zwei Jahre später sieht man Benjamin schließlich als Anführer einer Gruppe, die sich aufmacht, um eine neue Siedlung zu gründen. Indem er im Schweiße seines Angesichts die Erde von Steinen säubert, beweist Benjamin sich als aktives Mitglied einer jüdischen Pioniergesellschaft, des Jischuw.“

Der Film entstand mit finanzieller Unterstützung der Hadassah, der Women’s Zionist Organization of America, und sollte das Fund-Raising in den USA unterstützen. Für Ari Shavit porträtierte er „eine fast unmöglich idyllische Kommune: Jungen und Mädchen, die kaum aus Europa geflohen waren, in einer fortschrittlichen, demokratischen Bildungseinrichtung; eine Art Genesungsheim für die entwurzelte Jugend eines entwurzelten Menschen im Land der Bibel.“

### Ben Shemen und der Unabhängigkeitskrieg
Kurz nach der Beendigung der Dreharbeiten für ADAMAH eskalierten die kriegerischen Auseinandersetzungen rund um Ben Shemen.
Das Jugenddorf wurde 1948 in das Tal von Chefer evakuiert, und diese Evakuierung habe die Grundlage gebildet für die Gründung des Jugenddorfes Hadassah Neurim (Ne'urim). Auf der Webseite der schon erwähnten Hadassah heißt es dazu unter dem Unterpunkt Our Villages: „Hadassah Neurim, in der Nähe von Netanya, wurde 1948 als Zufluchtsort für Kinder gegründet, die vor dem Beschuss während den Unabhängigkeitskrieges fliehen mussten.“ Im Gegensatz dazu schreibt von Wolzogen, ein neues Kinder- und Jugenddorf sei derweil in (dem nicht weit von Hadassah Neurim entfernten) Kfar Vitkin entstanden; „keine Kopie des alten, wie Lehmann ausdrücklich betonte. Spätestens 1951 kehrten sie zurück nach Ben Shemen.“ Kfar Vitkin ist allerdings eine schon ältere Gründung aus den 1930er Jahren, ein Hinweis auf ein dortiges Kinder- und Jugenddorf existiert nicht. Kfar Vitkin war 1948 Schauplatz der Auseinandersetzungen zwischen den Israelischen Verteidigungsstreitkräften und der IRGUN um das Schiff Altalena und die mit ihm transportierten Waffen.
Das Jahr 1948 war auch das Jahr des Massakers von Lydda und der darauf folgenden Vertreibung der Palästinensischen Bevölkerung aus Lydda und Ramle. Ari Shavit hat sich damit sehr ausführlich auseinandergesetzt. Er schildert die Kampfhandlungen, die der Vertreibung der palästinensischen Bevölkerung vorangingen, hat aber einen anderen Fokus auf die Ereignisse: Ihn interessieren nicht zuletzt die Kampfhandlungen, an denen Absolventen des Kinder- und Jugenddorfes beteiligt waren, Juden also, die dort im Geiste der Freundschaft gegenüber Arabern erzogen worden waren.
Am späten Nachmittag des 11. Juli 1948 startete Moshe Dayan von Ben Shemen aus einen Angriff auf Lydda. Das Bataillon verlor dabei 9 Männer, brachte aber innerhalb kurzer Zeit die Stadt unter seine Kontrolle und sperrte Tausende von palästinensischen Zivilisten in der Großen Moschee ein. Am nächsten Tag drangen zwei jordanische Panzerfahrzeuge in die Stadt ein, was aber für die Israelis keine Bedrohung darstellte, da diese beiden Fahrzeuge weit weg von der jordanischen Armee operierten. Allerdings dachten offenbar einige Palästinenser, diese beiden Fahrzeuge seien die Vorboten zur Befreiung der Stadt von den Israelis eröffneten das Feuer auf einige israelische Soldaten in der Nähe einer kleinen Moschee. „Unter den jungen Kämpfern, die in einem Graben in der Nähe Schutz suchten, befanden sich auch Ben Shemen-Absolventen, nun in Uniform. Der Brigadekommandant war auch ein Ben Shemen-Absolvent. Er gab den Befehl, das Feuer zu eröffnen. Einige der Soldaten warfen Handgranaten in arabische Häuser. Einer feuerte eine Panzerabwehrgranate in die kleine Moschee. In dreißig Minuten wurden zweihundertfünfzig Palästinenser getötet. Der Zionismus hatte in der Stadt Lydda ein Massaker verübt.“ In der Folge gab Jitzchak Rabin den Befehl zur Deportation der palästinensischen Bevölkerung.
Ari Shavits Urteil ist hart: „Lydda ist die Blackbox des Zionismus. Die Wahrheit ist, dass der Zionismus die arabische Stadt Lydda nicht ertragen konnte. Von Anfang an gab es einen erheblichen Widerspruch zwischen dem Zionismus und Lydda. Wenn der Zionismus existieren sollte, könnte Lydda nicht existieren. Wenn Lydda existieren sollte, könnte der Zionismus nicht existieren.“ Und davor die Augen verschlossen zu haben, wirft er insbesondere Siegfried Lehmann vor:

„Als Siegfried Lehmann 1927 im Lydda-Tal ankam, hätte er sehen müssen, dass, wenn es einen jüdischen Staat in Palästina geben soll, ein arabisches Lydda in dessen Zentrum nicht würde existieren können. Er hätte wissen müssen, dass Lydda ein Hindernis war, das den Weg zu einem jüdischen Staat blockierte, und dass der Zionismus es eines Tages beseitigen müsste. Aber Dr. Lehmann sah nichts, und der Zionismus entschied sich, es nicht zu wissen. Jahrzehntelang gelang es den Juden, den Widerspruch zwischen ihrer nationalen Bewegung und Lydda vor sich selbst zu verbergen. Fünfundvierzig Jahre lang gab der Zionismus vor, die Atid-Fabrik und die Olivenhaine zu sein, und das Jugenddorf Ben Shemen lebte in Frieden mit Lydda. Dann, an drei Tagen im katastrophalen Sommer 1948, war Lydda nicht mehr da.“

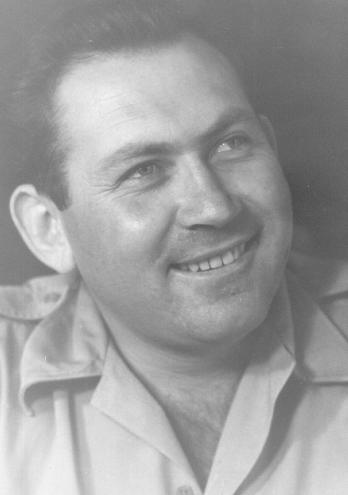
Mula Cohen, Kommandant der Yiftach Brigade der Palmach während der Operation Danny, Juli 1948

1968 machte sich Ari Shavit auf den Weg, mit den israelischen Beteiligten an dem Massaker von Lydda ins Gespräch zu kommen. Er interviewte ehemalige Schüler aus Ben Shemen, die 1948 als Soldaten in Lydda im Einsatz waren, und er traf den Kommandanten des Bataillons, das unmittelbar für das Massaker verantwortlich war.

„Mula Cohen, der Brigadenkommandant, wurde 1923 in Kovno geboren, wo sein Vater mit Dr. Lehmann arbeitete. Er wuchs in einem sozialistischen Haushalt in Tel Aviv auf, wurde aber in der Mittelstufe in das Jugenddorf Ben Shemen geschickt, wo er ein Liebling des alten Freundes seines Vaters wurde. Am Schabbatmorgen wurde er in das Lehmannshaus eingeladen, um Aufnahmen von Haydn, Mozart und Bach auf dem Grammophon zu hören. An Feiertagen begleitete er Lehmann bei Höflichkeitsbesuchen in den umliegenden Dörfern. Gelegentlich ging er mit ihm zu Freunden und Schulen in Lydda. Er mochte Lydda, seinen Markt, seine Olivenpressen, seine Altstadt. In Ben Shemen arbeitete er im Stall, im Weinberg, im Orangenhain, er spielte Handball und entwickelte einen Sinn für die Kunst. Vor allem liebte er Musik: klassische Musik, populäre Musik, Volksmusik. Eine seiner Lieblingserinnerungen an Ben Shemen ist, dass Hunderte von Studenten im großen Innenhof schweigend sitzen und einem Orchester und einem Chor zuhören, die Bachs ‚Bauernkantate‘ aufführen.“

Doch es gab auch noch einen anderen Mula Cohen, jenen der nachts mit Freunden im Wald hinter dem Jugenddorf ein militärisches Training absolvierte und der sofort nach seinem Schulabschluss der Palmach beitrat, der im Winter 1942 Masada bestieg und Stufe um Stufe in der militärischen Hierarchie aufstieg, bis er 1947 Kommandeur einer jüdischen Eliteeinheit wurde. Als Shavit 20 Jahre später Cohen fragte, ob er sich jemals mit dem Widerspruch, einerseits Offizier geworden, andererseits Lehmann-Schüler gewesen zu sein, auseinandergesetzt habe, gab es von dem inzwischen Neunundsechzigjährigen „keine wirklichen Antworten“.

„›Offiziere sind auch Menschen‹, sagte Cohen. ›Und als Mensch steht man plötzlich vor einer Kluft. Auf der einen Seite steht das edle Erbe der Jugendbewegung, das Jugenddorf Dr. Lehmann. Auf der anderen Seite ist die brutale Realität von Lydda.‹ Jahrelang hatte er für diesen Tag trainiert. Man hatte ihm gesagt, dass der Krieg kommen würde und dass die Araber gehen müssten. ›Und doch stehst du unter Schock. In Lydda war der Krieg so grausam wie nur möglich. Das Töten, die Plünderung, die Gefühle von Wut und Rache. Dann marschierte die Kolonne. Und obwohl du stark und gut trainiert und widerstandsfähig bist, erlebst du eine Art mentalen Zusammenbruch. Du fühlst, wie die humanistische Erziehung, die du erhalten hast, zusammenbricht. Und du siehst die jüdischen Soldaten, und du siehst die marschierenden Araber, und du fühlst dich schwer und tief traurig. Du fühlst, dass du vor etwas Großem stehst, mit dem du nicht umgehen kannst, das du nicht einmal begreifen kannst.‹“

Für Shavit war die Eroberung von Lydda und die Vertreibung der Bevölkerung von Lydda kein Zufall, auch wenn sie offenbar nicht geplant war. Diese Ereignisse „legten den Grundstein für den jüdischen Staat“. Lydda ist ein integraler und wesentlicher Bestandteil der Geschichte. Und wenn ich versuche, ehrlich zu sein, sehe ich, dass die Wahl hart ist: entweder den Zionismus wegen Lydda ablehnen oder den Zionismus zusammen mit Lydda akzeptieren. Diesen Zwiespalt aushalten muss man auch bei der Betrachtung der Geschichte des Kinder- und Jugenddorfes Ben Shemen, dessen Gründer und Leiter die Verständigung mit den arabischen Nachbarn propagierte, andererseits aber Waffen zu deren Bekämpfung versteckte und deshalb von den Briten verhaftet wurde.

### Ben Shemen heute
Wer mehr über das Kinder- und Jugenddorf nach der Gründung des Staates Israel erfahren will, muss vermutlich im Archiv suchen, das dort seit 2012 gepflegt wird. Andere Quellen sind rar. Von Wolzogen verweist nur knapp auf Einwanderungswellen aus der Nachkriegszeit, die Kinder aus Asien und Nordafrika auch nach Ben Shemen gebracht hätten, oder auf die späteren Einwanderungen aus der Sowjetunion. Die zu Lehmanns Zeiten vorherrschende Gewichtung von Gemeinschaft, Arbeit, Schule habe sich verändert, Schule stehe an erster Stelle, dann folgen Gemeinschaft und Arbeit.

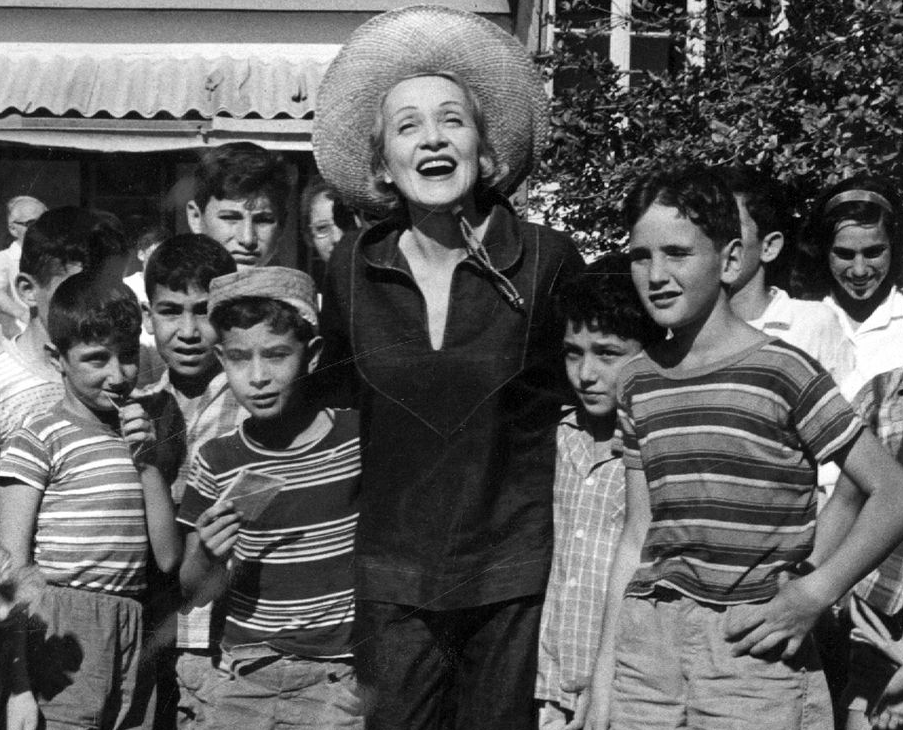
Marlene Dietrich in Ben-Shemen während einer Konzerttour durch Israel im Jahre 1960

Von Wolzogen erwähnte die 1957 erfolgte Gründung des Albert- und Elsa-Einstein-Gymnasiums, und von Elisabeth Bückmann stammt der Hinweis, dass nach Lehmanns Tod (13. Juni 1958) ein Dr. Daugilajcky die Leitung des Dorfes übernommen habe. 1964 folgte ihm Aryeh Simon.
Die Homepage des heutigen BEN SHEMEN YOUTH VILLAGE ist in Bezug auf die eigene Geschichte wenig ergiebig. Es wird nur kurz die Entwicklung bis 1927 skizziert, und für die Zeit danach heißt es dann lediglich: „Seitdem erhalten hier Kinder und Jugendliche der 1. bis 12. Klasse ihre Ausbildung unter Internatsbedingungen, wo sie sowohl gearbeitet als auch studiert haben. Viele der Gründer der Gewerkschaftsbewegung („Hahityashvut Haovedet“) und der Staatsführer wurden im Dorf ausgebildet.“ An anderer Stelle heißt es, auch nicht viel aussagekräftiger: „Derzeit ist Ben Shemen das Zuhause von mehr als 400 Kindern und Jugendlichen im Alter von 6-21 Jahren. Ben Shemen als Heim für seine Kinder und Jugendlichen sorgt für alle ihre Bedürfnisse – ein Bett, Mahlzeiten, individuelle Unterstützung, soziale und pädagogische Bereicherung und mehr. Das Dorf ist aber mehr als nur eine Bildungseinrichtung. Vom kleinsten Kind in unserem Kinderheim bis hin zu unseren Absolventen, die derzeit im IDF arbeiten.“ IDF steht für Israel Defense Forces, für die Israelischen Verteidigungsstreitkräfte also. Trotz des in Israel obligatorischen Wehrdienstes überrascht es, dass es, wie das Zitat nahelegt, heute in der von Siegfried Lehmann, „einem moralischen Rigoristen, wenn es um die Idee des Friedens ging“, gegründeten Einrichtung nur noch eine erzieherische Einbahnstraße in Richtung Militärdienst geben soll. Bereits anlässlich der 60-Jahr-Feier des Kinder- und Jugenddorfes sinnierte die ehemalige Schülerin Regine Mayer: „Das damalige Ben Shemen habe ich anders in Erinnerung. Die Häuser und Gärten waren gepflegter. Irgendwie hat es mich betrübt. Vielleicht war damals ein Idealismus da, der heute zur Vergangenheit gehört.“ Was aus diesem Idealismus heute geworden ist, bleibt offen. Auf seiner Homepage wirbt das BEN SHEMEN YOUTH VILLAGE immer noch mit seiner (inzwischen mehr als) neunzigjährigen Geschichte; ein kritischer Blick auf diese steht allerdings noch aus.

## Mitarbeiter
- Käte Baer, ehemalige Volksheimerin[12]
- Moses Calvary (1876–1944), Mitbegründer und führender Funktionär des jüdischen Jugendbundes Blau-Weiß. Ihn lernte Lehmann 1914 bei seiner ersten Palästinareise kennen und blieb ihm von da an eng verbunden. Moses Calvary arbeitete später als Lehrer im Kinder- und Jugenddorf.[102]
- Helene Chatzkels (1882–1973), war auch mit Siegfried Lehmann befreundet und beriet die Bildungseinrichtungen, die er in Kowno und Ben Shemen leitete. 1929 besuchte sie Ben Shemen.[103]
- Hilde und Hanna Freund, die Schwestern von Friedrich Julius Freund, reiste im Winter 1936 nach Palästina und lebten vorübergehend im Kinder- und Jugenddorf.[104]
- Wilfrid Israel, ehemaliger Volksheimer[12]
- Gurit Kadman, die „Mutter des israelischen Volkstanzes“, war Ende der 1920er Jahre in Ben Shemen als Tanzlehrerin und Festival-Organisatorin tätig.
- Ruth Lewy, ehemalige Volksheimerin[12]
- Eva Michaelis-Stern, die bereits im Jüdischen Volksheim als Gymnastiklehrerin gearbeitet hatte[105], kam 1928 in das Kinder- und Jugenddorf, um auch hier Gymnastik zu unterrichten. Nach einem kurzen Aufenthalt dort wurde sie krank und musste nach Deutschland zurückkehren. Eva Michaelis Stern war in den 1930er Jahren Mitbegründerin und Direktorin der Arbeitsgemeinschaft für Kinder- und Jugend-Alijah und während des Zweiten Weltkriegs Direktorin des Youth Aliyah Büros in London.[106] Eva Michaelis-Stern ist die Tochter von William Stern; ihre Geschwister sind Hilde Marchwitza und Günther Anders.
- Gerda Philipsborn war bereits Mitarbeiterin im Volksheim und unterstützte später die Arbeit in Ben Shemen.[107]
- Jehuda Polani (auch: Jehuda Ron-Polani, * 1891 – † 1984). Mit dessen 1928 erfolgten Eintritt „hatte sich gleichsam über Nacht eine ‚moderne Gemeinschaftsschule‘ entwickelt. Nach der 'Komplexmethode' Bertold Ottos arbeiteten und lernten Ältere und Jüngere stets zusammen.“[108]
Der in der Ukraine geborene Polani wanderte bereits 1906 nach Palästina aus und arbeitete zunächst in der Landwirtschaft. Später besuchte er ein Lehrerseminar und wurde Erzieher und Lehrer in verschiedenen Schulen und Kinderdörfern. „Jehuda Polani vom Hever Hakvutzot (später: Ichud Hakvutzot ve Hakibbutzim) war zuerst (Mitte der 20er Jahre) an dem Erziehungsexperiment in Mount Gilboa (Kibbuz Beit Alfa) beteiligt.“[109] Nach Ludwig Liegle und Franz-Michael Konrad gehörte Polani zu jenen „Pionier[en] der Neuen Erziehung in Palästina“, die „der Rezeption der europäischen und amerikanischen Reformpädagogik durch Publikationen und die Gründung pädagogischer Einrichtungen wichtige Impulse gegebedn“ haben.[110] Polani blieb von 1928/1929 bis 1936 in Ben Shemen und wechselte dann in den Kibbuz Ramat Yohanan (nach Yuval Dror erst 1940), wo er mithalf, „das regionale Beit Hinuch (Erziehungshaus) zu gründen. Von da an war er in diversen Expertenausschüssen tätig und leistete schriftliche und mündliche Beratung in Erziehungsfragen.“[109] Er habe kurzzeitig auch als Pädagoge in Bulgarien und Ägypten gearbeitet.[110]
- Hugo Rosenthal lebte 1939 nach seiner Übersiedelung nach Palästina zusammen mit seiner Familie für einige Monate im Kinder- und Jugenddorf Ben Shemen. Rosenthal frischte hier seine hebräischen Sprachkenntnisse auf und legte sich in dieser Zeit auch seinen hebräischen Namen zu. Fortan nannte er sich Josef Jashuvi.
- Erich Roth, ehemaliger Volksheimer[12]
- Ernst Salzberger (* 1913 in Breslau – † 1954 in Ben Shemen) war Werklehrer und kam vom Jüdischen Landschulheim Herrlingen.[111]
- David Werner Senator, ehemaliger Volksheimer[12][112]

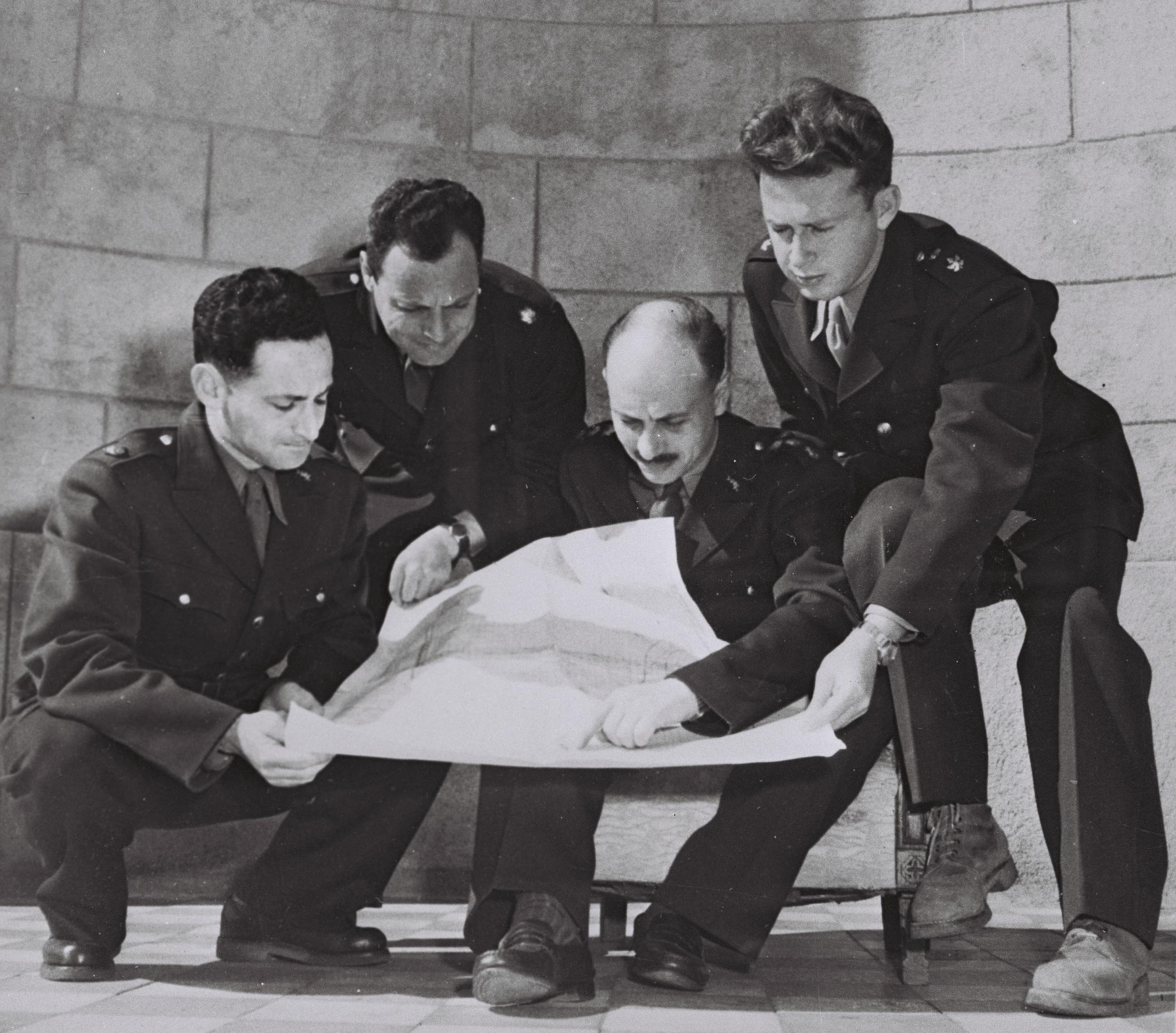
Die israelische Delegation bei den Gesprächen über die Waffenstillstandsabkommen, Januar 1949. Von links nach rechts: Die Kommandanten Jehoschafat Harkabi, Aryeh Simon, Jigael Jadin und Jitzchak Rabin

- Ysrael Shiloni „wurde 1901 unter dem Namen Hans Herbert Hammerstein in Berlin geboren und war in den 1930er Jahren in Deutschland als Lehrer tätig. 1934, unter der Herrschaft der Nationalsozialisten, hatte er in Bonn eine jüdische Volksschule aufgebaut, die nach reformpädagogischen Prinzipien arbeitete. Während des Zweiten Weltkrieges emigrierte er nach Palästina.“[113] 1926 reiste Hammerstein zusammen mit seiner Freundin, Sophie Wolpe, nach Kowno und wurde Mitarbeiter im Kinderhaus.[114] „Über England und Australien kam er 1942 nach Palästina, wurde Erzieher in Ben Shemen, zog dann nach Naharia.“[115] Shiloni ist der Gründer des ursprünglich in Naharija ansässigen Museums des Deutschsprachigen Judentums in Tefen.
- Aryeh Simon (* 1913 in Mainz). „Simon wurde in Mainz geboren und studierte klassische Sprachen und Philosophie in Heidelberg. Er wanderte 1935 nach Israel aus, studierte Pädagogik und begann 1937 im Jugenddorf Ben Shemen zu unterrichten. Er diente im Zweiten Weltkrieg in der Jüdischen Brigade der Britischen Armee und als Offizier in den Israelischen Streitkräften im Unabhängigkeitskrieg. Nach dem Krieg widmete er sich der Erziehung und wurde 1964 zum Direktor von Ben Shemen ernannt. Im Jahr 1975 erhielt er den Israelischen Preis für Erziehung.“[116] Seine Frau Greta lebte mit ihm zusammen als Hausmutter in Ben Shemen.[117]
- Ludwig Strauss, ehemaliger Volksheimer[12]
- Akiva Yishai (Akiba Vanchotzker) hatte in Kowno den Hebräischunterricht organisiert und leitete in Ben Shemen eine Jugendgemeinschaft.[118]
- S. Yizhar (Yizhar Smilansky). Bei seiner Erzählung Gila, die nicht auf Deutsch vorliegt, handelt es sich um eine „der reflektierendsten Erinnerungen an Yizhars Karriere als junger Lehrer im Ben Shemen Youth Village zwischen dem Ende der 1930er und dem Anfang der 1940er Jahre. Es ist auch eine der wenigen Geschichten, die sich mit der Arbeit der Lehrer jener Zeit mit den Kindern beschäftigt, die als Teil der Jugend-Aliya nach Israel eingewandert waren, Kinder, die gezwungen waren, ihre Häuser und Familien in Europa zu verlassen, und in einem beschleunigten Prozess der „Sabraisierung“ über Nacht zu Israelis werden. Den Pädagogen und auch dem Direktor des Internats, dem legendären Dr. Lehmann, fehlten die Werkzeuge, um die psychischen Probleme dieser Jugendlichen zu behandeln. […] Die Erzieher, einige aus Unbeholfenheit, andere aus zartem Empfinden, entschieden sich, das schmerzhafte Thema in Schweigen zu hüllen, und die Kinder von Ben Shemen, die diese Botschaft in sich aufgenommen hatten, „überwanden“ sie oder schrien heimlich, bis Fragmente der Erinnerungen wieder auftauchten, Melodien wie in der Geschichte „Gila“, die das Zuhause wieder zum Leben erweckten und die Augen wieder zum Leuchten brachten. Es ist eine zarte und bewegende Geschichte, die ihre Geschichten erzählt, und vor allem das schmerzhafte Gefühl der Hilflosigkeit ihrer Lehrer.“[119]

## Schüler

### DiePalästinagruppederPrivaten Waldschule Kaliski(PriWaKi)
Paul Abraham Jacob (* 10. Juli 1893 in Berlin; † 1965 in Israel) hatte im Juli 1938 die Schulleitung der PriWaKi übernommen. Er baute eine Palästinagruppe an der Schule auf. Diese Palästinagruppe bestand ursprünglich aus 20 bis 30 Schülerinnen und Schülern. Ende 1938/Anfang 1939 besuchte Siegfried Lehmann die PriWaKi und wählte aus dieser Gruppe die Personen aus, die nach Ben Shemen kommen sollten:
- James Gruft (* 5. August 1925)
- Hans Georg Hirsch (später Chanan Choresh, * 10. Juni 1926). Er absolvierte in Ben Shemen eine landwirtschaftliche Ausbildung und gründete mit einer Gruppe, deren Kern sich in Ben Shemen zusammengefunden hatte, im Jahre 1946 den Kibbuz Amiad.
- Walter Lewy (Levy) (* 14. Juli 1926)
- Ernst Stern (später Dan Stern, * 4. März 1927) und sein Bruder
- Gerhard Stern (später Gad Stern, * 4. November 1925)
- Gertrud Wohl (keine weiteren Daten bekannt)
- Max Wolf (auch Max Julius Wolff, * 28. Juli 1927)

Die Gruppe verließ am 27. März 1939 Berlin und kam am 3. April 1939 im Tel Aviver Hafen an, wo sie von dem Lehrer Ernst Salzberger (siehe oben) in Empfang genommen wurde.
Paul Jacob, der Initiator der Palästinagruppe, und seine Frau Franziska konnten im September 1939 ebenfalls nach Palästina emigrieren. Paul Jacob lernte zunächst intensiv Hebräisch und übernahm dann die Schulleitung in dem Kinder- und Jugenddorf Meir Shefayah (auch Meir Shfeya) zwischen Haifa und dem südlicher gelegenen Chadera.

### Prominente und weniger prominente Absolventen von Ben Shemen
- Schulamit Aloni. Ihr jüngerer Bruder Mordechai Adler war zuvor in Ben Shemen „im Alter von dreizehn Jahren tragisch ertrunken“.[122]
- Dahn Ben-Amotz
- Mula Cohen stammte aus Kowno, war Schüler in Ben Shemen und 1948 verantwortlicher Kommandeur bei dem Massaker an der palästinensischen Bevölkerung von Lydda.[123]
- Günther Engel reiste als Sechzehnjähriger im Oktober 1936 über Triest nach Palästina und dort nach Ben Shemen.[124]
- Saul Friedländer
- Yosef Harmelin, zeitweiliger Leiter des Shin Bet, des israelischen Inlandsgeheimdienstes
- Chaya Horowitz (verheiratete Roth) kam im Frühjahr 1945 von Italien aus nach Ben Shemen. Ende 1946/Anfang 1947 kehrte sie zu ihrer Mutter nach Antwerpen zurück. Als junge Erwachsene ging sie nach Chicago und promovierte 1960 an der University of Chicago in Psychologie. Im Laufe von dreißig Jahren war sie außerordentliche Professorin für klinische Psychiatrie an der University of Chicago und klinische Professorin für Psychiatrie an der University of Illinois. Sie ist die Autorin des Buches The Fate of Holocaust Memories, in dem sie auch ausführlich den 21-monatigen Aufenthalt in Ben Shemen beschreibt, den sie zusammen mit ihrer Schwester,
- Gitta Horowitz (verheiratete Fajerstein-Walchirk), dort verbrachte.
- Channah Katz (verheiratete Weiner) kam als Neunjährige bereits 1933 zusammen mit ihrer Mutter nach Palästina.[124]
- Barbara Koch (1920–1995), geboren in Frankfurt am Main, war die Tochter von Richard Koch. Sie nahm den Vornamen Naomi an und kam im November 1936 nach Ben Shemen. Seit 1939 lebte sie mit Walter Laqueur in verschiedenen Kibbuzim zusammen, bevor sie später heirateten.[125]
- Gábor Lengyel
- Richard Lewinsohn war Schüler im Jüdischen Kinder- und Landschulheim Caputh gewesen, bevor er 1938 als Sechzehnjähriger über Triest nach Palästina und schließlich nach Ben Shemen reisen konnte.[126] Er wirkte auch als Kameramann und Fotograf der Standfotos (Productionstills) an dem Film ADAMAH mit (siehe Ben Shemen im Film).
- Regina Mayer besuchte in Frankfurt am Main das Philanthropin, bevor sie 1938 als dreizehnjähriges Mädchen ihre Heimat mit dem Ziel Palästina verließ.[124]
- Igal Mossinsohn (1917–1994), absolvierte die Landwirtschaftsschule in Ben Shemen und war ein israelischer Schriftsteller und Dramatiker.[127]
- Arnold Paucker
- Schimon Peres und seine Frau Sonia, die 2011 in Ben Shemen auch begraben wurde.[128]

## Ben Shemen im Film
Siegfried Lehmann hatte schon früh die Bedeutung des Mediums Film zur Werbung für seine Ideen und für die Akquirierung der zu ihrer Realisierung notwendiger Gelder erkannt. 

„Schon bevor er nach Palästina ging, im Oktober 1925, hatte er die Idee, sein Kinderheim in Kovno (Kaunas) als Einleitung zu einem längeren Film aufzunehmen, der sich mit Jugend und Erziehung in Palästina beschäftigen sollte. Daraus entstand tatsächlich 1926 der Film YOUNG PALESTINE / HANOAR BE'EREZ YISRAEL, produziert von der Keren Hayesod in Jerusalem und gedreht von Palästinas produktivstem Filmregisseur der zwanziger Jahre, Yaacov Ben Dov. Zwei weitere Fundraiser-Filme über das Internat, DAS JÜDISCHE WAISENDORF BEN-SCHEMEN (1927) und AUS DEM LEBEN IM KINDER- UND JUGENDDORF BENSCHEMEN (1930), wurden von Lehmann initiiert und von der Jüdischen Waisenhilfe e. V. in Berlin produziert. In den frühen dreißiger Jahren entstanden abermals Pläne für einen großen Film über Ben Shemen. ‚Aufnahmetechnisch soll in der Hauptsache in der Art der russischen Filmkunst gearbeitet werden. Mir schwebt vor allem der Film ERDE vor, mit seinen herrlichen Großaufnahmen.‘ Mithin hat ein frühes Vorbild dem 15 Jahre später produzierten Film ADAMAH seinen Namen gegeben.“

Der dann 1948 nach einer Vorlage von Siegfried Lehmann von Helmar Lerski gedrehte Film ADAMAH (ERDE) erzählt die Geschichte von der Ankunft und dem Einleben des jungen Holocaust-Überlebenden Benjamin im Kinder- und Jugenddorf Ben Shemen.